# Rio Paraná
Ne doit pas être confondu avec Rio Paranã.
Pour les articles homonymes, voir Parana.
Le Paraná est un fleuve qui s'écoule des hauts plateaux brésiliens vers l'Argentine pour se jeter dans l'océan Atlantique. Avec ses affluents, il constitue le sixième réseau hydrographique du monde et le troisième d'Amérique.
Long de 4 099 km, ce fleuve impressionne tant par l'impétuosité de son cours supérieur que par la largeur de son cours argentin moyen et inférieur. Sa largeur dans sa partie mésopotamienne est à l'origine de son nom : Paraná signifie en effet « parent de la mer » en guarani. Il donne son nom à l'un des États du Brésil, ainsi qu'à la capitale de la province argentine d'Entre Ríos qu'il traverse.
De sa source à son confluent avec le río Paraguay, il s'agit typiquement d'un cours d'eau de plateau avec cascades et rapides par endroits. À partir de ce confluent, il devient un large fleuve de plaine qui serpente lentement en alimentant bras collatéraux, étangs et marécages, formant de nombreuses îles.
Le fleuve subit une sécheresse historique de mars 2020 à mars 2022 qui fait chuter son débit. En octobre 2022, l'Argentine annonce que le fleuve a retrouvé son niveau normal.

## Cours du fleuve
Le Rio Paraná est formé de la confluence de deux puissantes rivières, le rio Paranaíba et le rio Grande au Brésil méridional. À cet endroit, le fleuve doit encore parcourir 2 739 kilomètres avant d'atteindre l'Atlantique (les distances et les kilomètres se calculent jusqu'à Buenos Aires). Après ce confluent, le fleuve coule en direction du sud-sud-ouest sur environ 619 km avant de rencontrer la ville de Salto del Guairá au Paraguay. C'était l'endroit où se situait la cascade des Sept Chutes, où le Paraná s'engouffrait dans une série de sept énormes cascades de faible hauteur mais de puissant débit. Ce site était réputé rivaliser avec les fameuses chutes d'Iguazú situées plus au sud. Mais depuis lors, ces cascades ont été submergées par le réservoir artificiel créé par la construction du barrage d'Itaipu entré en service en 1984.
Pendant les 190 km suivants, le Paraná coule droit vers le sud et forme une frontière naturelle entre le Paraguay et le Brésil, jusqu'à son confluent avec le rio Iguaçu. C'est peu avant ce confluent que le fleuve est barré par l'impressionnant barrage d'Itaipú, qui a créé un immense lac artificiel derrière lui.

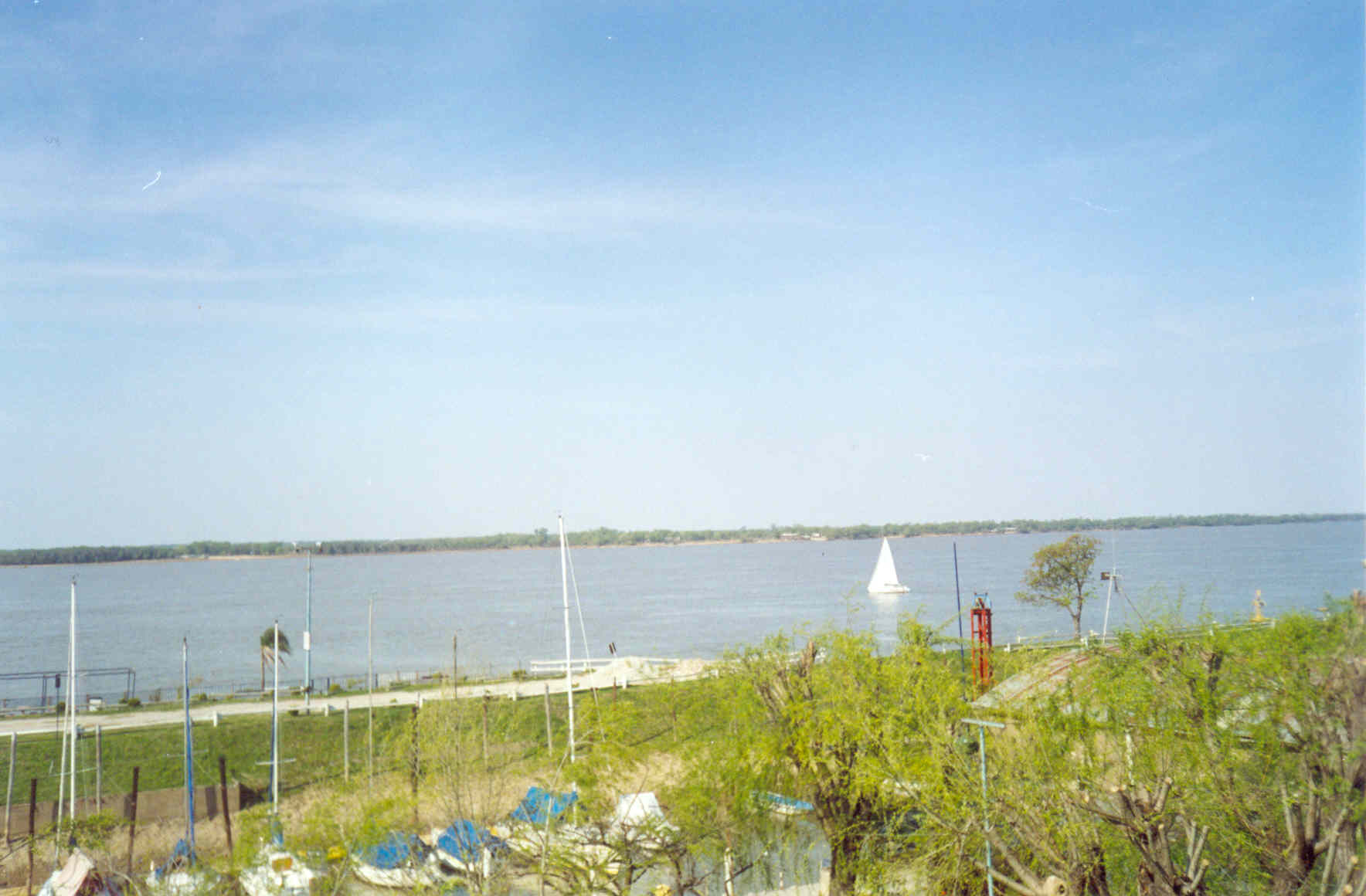
Vue du rio Paraná depuis la ville argentine de Rosario.

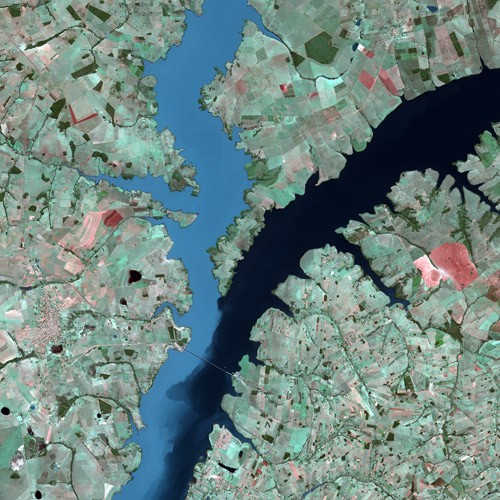
La naissance du rio Paraná proprement dit, au niveau du lac de barrage d'Ilha Solteira au Brésil. Au centre coulant du nord au sud, le rio Paranaíba ; à droite, venu du nord-est, le rio Grande (vu par le satellite Spot).

Après le confluent de l'Iguaçu, le Paraná forme la frontière naturelle entre l'Argentine et le Paraguay. Le fleuve poursuit son cours général vers le sud sur environ 468 km, avant de tourner graduellement vers l'ouest sur une nouvelle section de 242 km, après quoi il rencontre le plus gros affluent de tout son parcours, le río Paraguay. Mais avant ce confluent, le fleuve passe par une seconde réalisation hydroélectrique majeure, le barrage de Yacyretá, projet conjoint entre le Paraguay et l'Argentine. Le réservoir gigantesque créé par le barrage a été la source de nombreux problèmes dans cette zone fort peuplée : après l'achèvement du projet, les eaux ont fortement monté et ont inondé de larges sections des parties basses des villes alentour. Ce problème a surtout concerné les résidents et commerçants les plus pauvres qui habitaient les bas-quartiers de la ville d'Encarnación, la plus grande ville du sud du Paraguay, située à la frontière à cet endroit.
Après son confluent avec le río Paraguay, le Paraná effectue un brusque tournant vers le sud, pour un trajet approximatif de 1 240 km à travers l'Argentine, terminant sa course par une courbe douce vers l'est, près de la grande cité de Rosario, pour un secteur final de moins de 500 km, avant de mêler ses eaux avec le fleuve Uruguay et former ainsi le Río de la Plata qui constitue une gigantesque embouchure dans l'océan Atlantique. Dans la dernière partie de son cours argentin, en aval de la ville de Diamante, il se divise en différents bras et forme le delta du Paraná, une longue plaine inondable qui atteint 60 km de large et a une superficie de 17 500 km2, soit la moitié de celle des Pays-Bas.
Les chiffres décrivant sa longueur sont variables, à cause de l'imprécision de l'endroit de sa source, vu qu'il possède deux branches mères. C'est un problème pour plusieurs grands fleuves d'Amérique du Sud et notamment pour l'Amazone. Comme pour ce dernier, il est de rigueur de prendre la source de la branche mère la plus longue comme source du grand fleuve. En l'occurrence, c'est le rio Grande brésilien. On retient donc le chiffre de 4 099 kilomètres de long pour le rio Paraná entre sa source et Buenos Aires, à quoi il faut encore ajouter quelque 250 kilomètres pour le río de la Plata.
Du point de vue de la navigation, le fleuve se divise en quatre sections.
| Section                          | Kilométrage de la section | Kilométrage depuis Buenos Aires |
| -------------------------------- | ------------------------- | ------------------------------- |
| Buenos Aires-Santa Fe            | 580                       | 580                             |
| Santa Fe-Itaipu                  | 1 370                     | 1 950                           |
| Itaipu-Confluence branches mères | 789                       | 2 739                           |
| Rio Grande brésilien             | 1 360                     | 4 099                           |

## Subdivisions et affluents

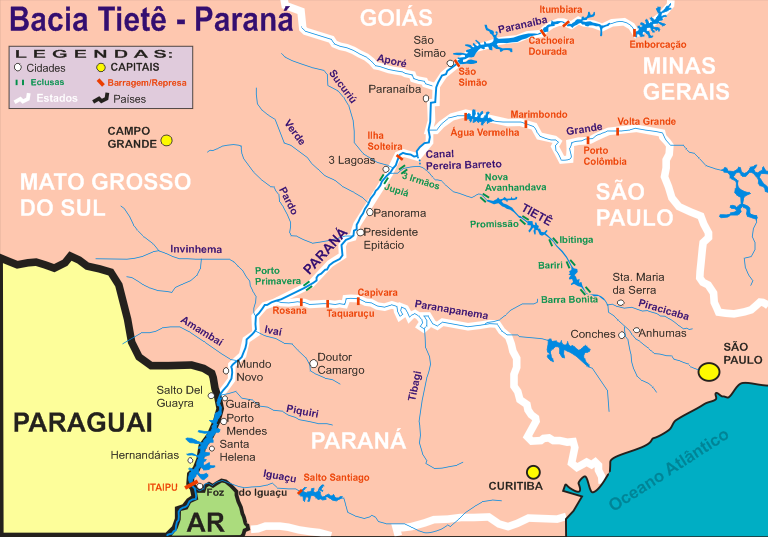
Carte du Bassin du haut Paraná brésilien, avec détails pour les affluents dans ce bassin.

La superficie de son bassin est estimée à 2 582 672 km2. Sans le bassin du río Paraguay, il a encore une superficie de 1 600 000 km2 approximativement.
Son cours comprend trois secteurs bien différenciés :
- le haut Paraná, depuis sa naissance jusqu'à l'île argentine d'Apipé, c'est-à-dire au pied du barrage de Yaciretá (donc au nord de la province de Corrientes). Ce cours supérieur est re-divisé en deux sous-secteurs : le haut Paraná brésilien, et le haut Paraná frontalier ;
- le Paraná moyen depuis Apipé jusqu'à la ville de Rosario où il atteint une largeur de plus de 2 000 mètres ;
- le bas Paraná, qui va depuis Rosario jusqu'à son embouchure dans le río de la Plata.

Les deux branches principales de son delta sont le Paraná de las Palmas et le Paraná Guazú.
Ses principaux affluents sont, entre autres, les rivières rio Tietê, rio Paranapanema et rio Iguaçu, au Brésil, le río Paraguay au Paraguay et le río Salado, le río Corriente et le río Carcarañá en Argentine.

### Secteur brésilien du haut Paraná
Le bassin du haut Paraná est quasi totalement situé au Brésil et s'étend sur des régions parmi les plus densément peuplées du pays. Sa superficie est de 891 000 km2, soit 34,5 % ou un gros tiers du bassin total du fleuve.
Peu après la formation du Paraná par la confluence de ses deux branches mères, le fleuve est barré par le barrage d'Ilha Solteira (au km 2 671 par rapport à Buenos Aires), puis par le barrage de Jupiá (au km 2 617), qui se trouve à 21 km en aval de l'embouchure du rio Tietê. Suivent deux autres barrages : celui de Porto Primavera (au km 2 350) et celui de Ilha Grande (au km 2 120). Enfin, le dernier des barrages brésiliens sur le Paraná est le barrage d'Itaipu (au km 1 950).
Les deux rivières mères du fleuve sont abondantes, comme toutes celles qui alimentent le Paraná brésilien. Leurs débits respectifs à la confluence sont 3 200 m3/s (Paranaiba) et 2 400 m3/s (rio Grande).
Dans le secteur brésilien du haut Paraná, le fleuve reçoit nombre d'affluents, tant de droite que de gauche.
Parmi les affluents de gauche, venus de l'est, le principal est le rio Tietê, devenu presque entièrement navigable grâce à un véritable chapelet de barrages et d'écluses. Le rio Tietê traverse la mégapole de São Paulo ainsi que l'État de São Paulo, de part en part, ce qui donne une idée de son importance pour l'économie brésilienne. Le rio Paranapanema est un autre affluent important de la rive gauche qui possède un bassin étendu dans les États de São Paulo et de Paraná et qui est doté dans son cours inférieur de trois centrales liées aux barrages de Capivara, Taquaruçu et Rosana.
Parmi les autres affluents de la rive gauche figurent les rios Ivaí et Piquiri, et surtout le rio Iguaçu au débit abondant (1 400 m3/s) et célèbre pour les Chutes d'Iguazú.

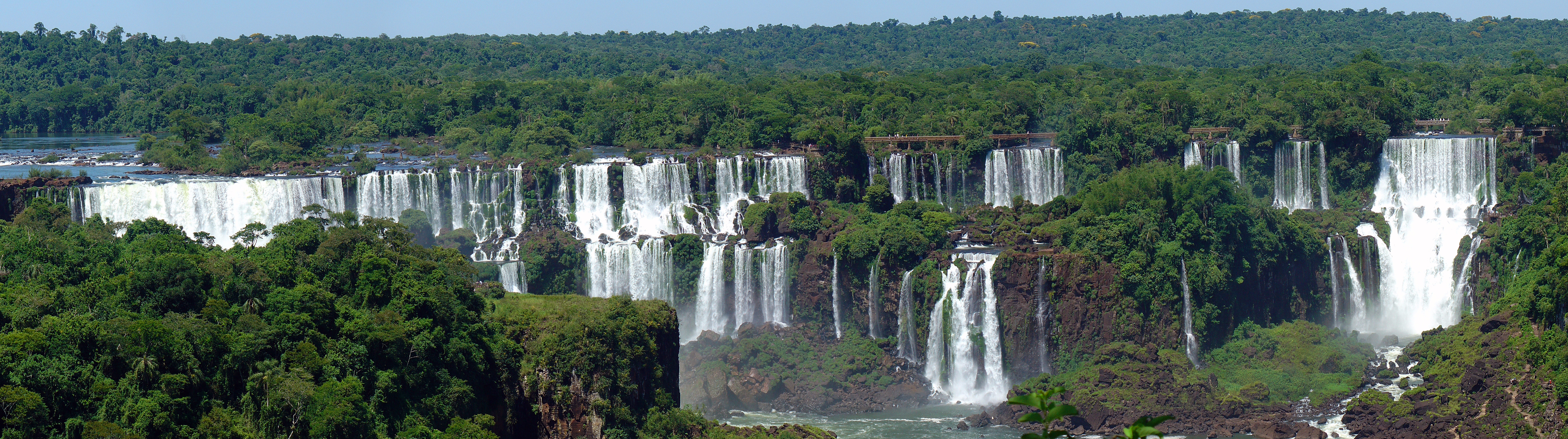
Chutes d'Iguazú.

Les affluents de la rive droite du haut Paraná brésilien, tous issus du Mato Grosso do Sul, sont bien moins importants. Cependant, le rio Sucuriú, le rio Verde, le rio Pardo, le rio Invinhema et le rio Amambai possèdent chacun, dans leur cours inférieur, donc communiquant avec le rio Paraná, une section navigable fort utile, surtout en saison des pluies.

## Régime
Les trois-quarts du débit sont apportés par le haut Paraná brésilien. L'essentiel du débit restant est dû aux apports du río Paraguay, donc du régime des précipitations du Pantanal (lui-même surtout brésilien), de la partie humide de la république du Paraguay (c'est-à-dire la moitié orientale de ce pays), et des Yungas méridionales, argentines surtout, mais aussi boliviennes.
L'Argentine contribue assez peu au débit final. En effet, outre les yungas du nord-ouest, les régions humides du bassin susceptibles de fournir un apport notable y sont réduites et se limitent à la partie occidentale de ce qu'on appelle la Mésopotamie et une frange étroite sur la rive droite du cours argentin du fleuve (plus ou moins 210 000 km2 au total).
Le régime des précipitations des trois grandes régions formant le bassin du fleuve sont :
- le bassin brésilien du haut Paraná (891 000 km2) ;
- le bassin du río Paraguay y compris les Yungas méridionales argentino-boliviennes (1 095 000 km2) ;
- le bassin du Paraná argentin, qui se subdivise en :
  - bassin argentin oriental comprenant les affluents mésopotamiens du fleuve en Argentine,
  - accessoirement, bassin argentin occidental (presque tout entier dans les régions du sud Chaco et de la partie nord de la Pampa).

### Régime du haut Paraná brésilien

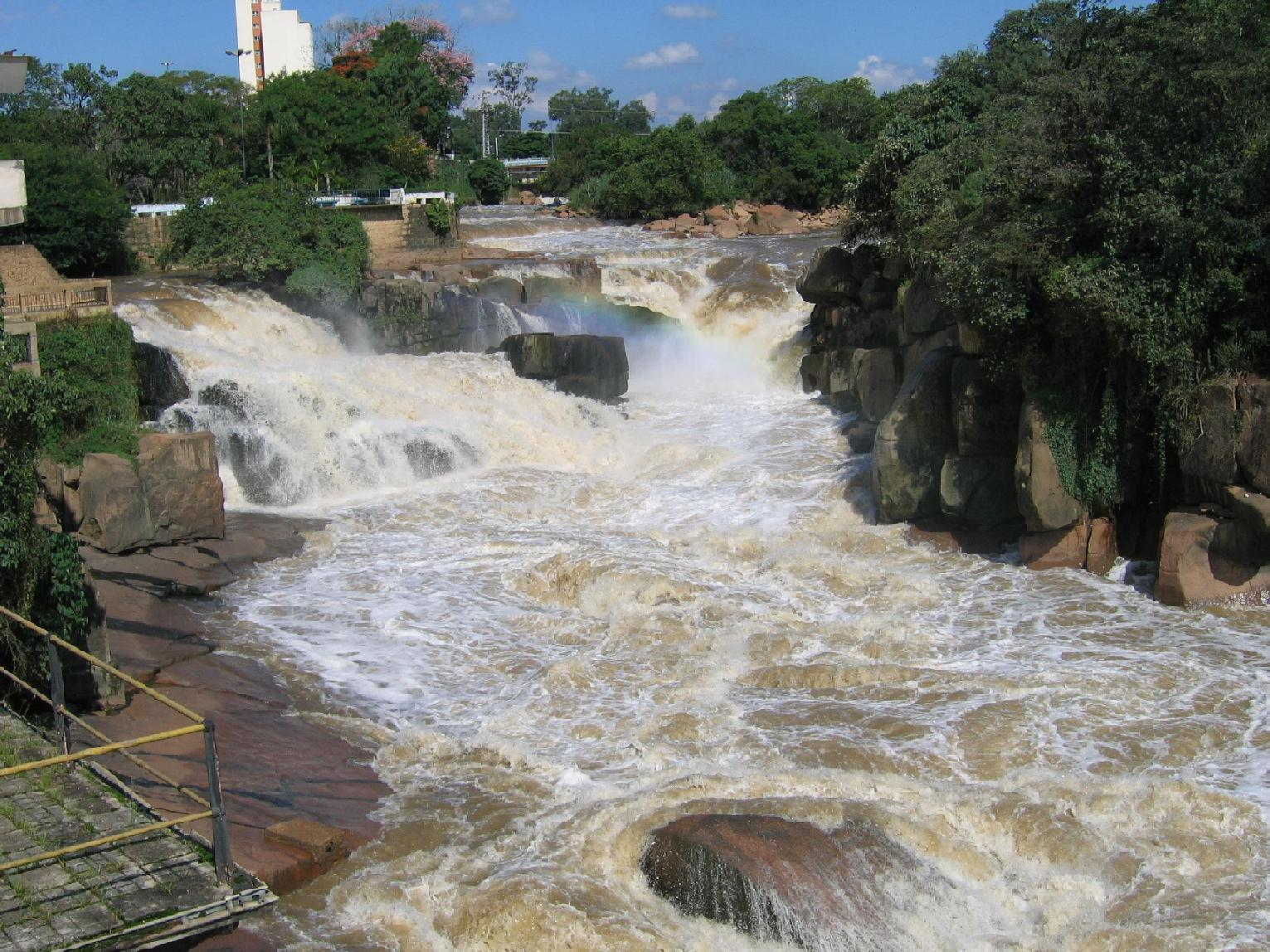
Au Brésil, le rio Tietê à la hauteur de Salto (Moyen Tietê).

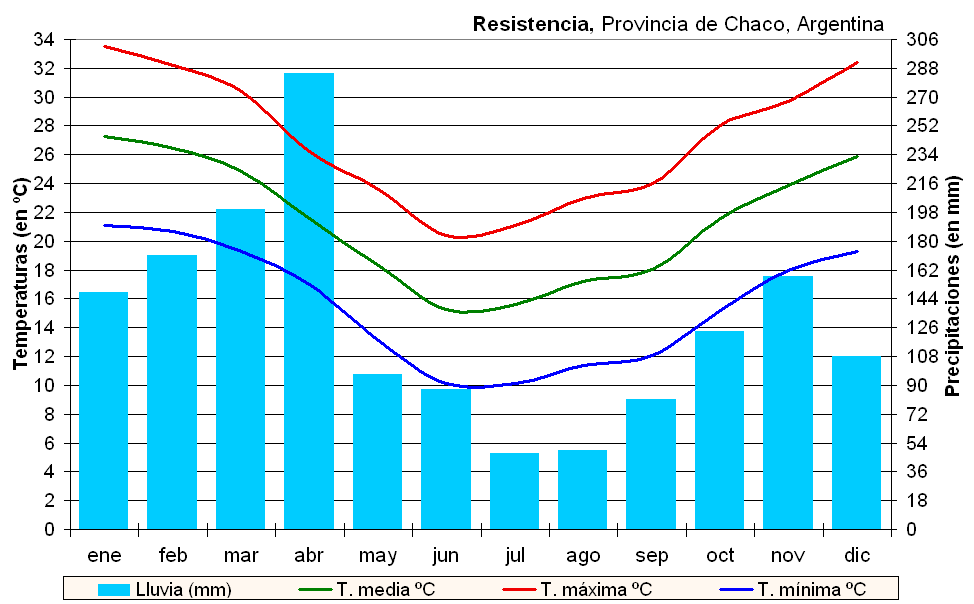
Climogramme de Resistencia.

Le bassin du haut Paraná est traversé par le tropique du Capricorne. Le climat du bassin est tropical de montagne au nord, et subtropical humide au sud. Presque partout, les précipitations sont abondantes, mais concentrées sur la période d'été comme c'est souvent le cas au niveau du tropique (notamment en Afrique, au Katanga et en Angola). La présence du soleil à la verticale dans le ciel active le régime des pluies. À Brasilia, dans la zone nord du bassin, on relève plus de 1 500 mm de pluies annuelles moyennes (climat tropical de montagne typique).
À cela s'ajoute sur la partie orientale du bassin surtout, mais ailleurs aussi, un effet de mousson d'été comparable à ce que l'on constate en Afrique aux mêmes latitudes, au Mozambique, en Afrique du Sud (province du KwaZulu-Natal) et à Madagascar, en Australie (au niveau du Queensland) ou en Asie au niveau de la Chine, qui fait que des masses d'air maritime plus frais et chargé d'humidité se précipitent vers l'ouest, et s'engouffrent sur le continent surchauffé, créant les turbulences favorables aux précipitations. Ainsi, à São Paulo, on relevait 1 325 millimètres de précipitations moyennes, et à Curitiba, ville toute proche de l'Atlantique, 1 614 mm avec un très net maximum d'été. Plus à l'ouest, ces précipitations diminuent quelque peu, tout simplement parce que les masses d'air venues de l'océan se sont déjà délestées d'une part de leur humidité. Enfin, les précipitations se renforcent comme toujours lorsque les masses d'air rencontrent des élévations quelque peu notables (c'est le même phénomène qu'en Europe, au niveau des Alpes, du massif du Jura, des Vosges ou de l'Ardenne par exemple).
Les précipitations se concentrent donc, et ceci est valable pour la totalité du bassin, durant les mois d'été, c'est-à-dire d'octobre à mars. Les premiers temps, les terres desséchées et l'abondante végétation se gorgent progressivement d'eau, et une partie s'infiltre dans le sol, contribuant ainsi largement à alimenter le gigantesque aquifère Guarani sous-jacent. Puis, rapidement, les eaux des cours d'eau gonflent partout simultanément, entrainant la crue du Paraná supérieur. La crue du fleuve débute en décembre, le débit atteignant son maximum entre mars et mai, et pouvant dépasser les 50 000 mètres cubes par seconde à Itaipu et Yacyreta.

### Bassin du río Paraguay

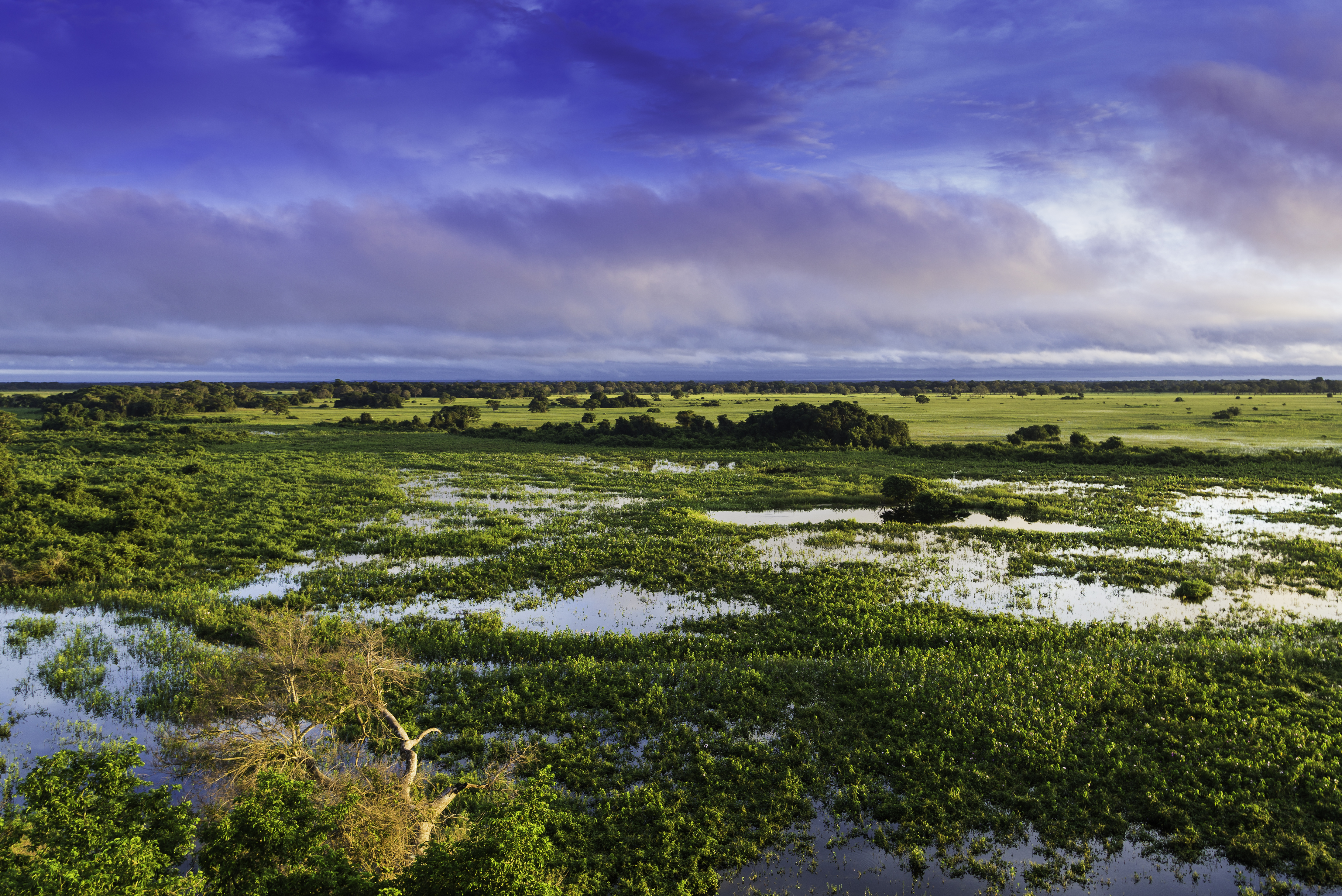
Paysage du Pantanal inondé.

La moitié est du bassin du Paraguay a un régime de précipitations fort semblable à celui du Paraná brésilien voisin, c'est-à-dire pluies abondantes concentrées en été (période de décembre à mai). Sur la moitié ouest par contre, plus éloignée de l'océan, les pluies se font plus rares quoique tombant à la même période. Le climat devient de plus en plus sec vers le sud (diminution des pluies tropicales d'été) et d'est en ouest (diminution de l'impact de la mousson d'été d'origine atlantique). C'est donc très logiquement dans la partie sud-ouest du bassin que l'on va observer l'écoulement minimal, ce qui correspond aux régions du Chaco occidental (ouest du Paraguay, sud du département bolivien de Santa Cruz, est de la province de Salta et ouest de celle de Formosa en Argentine).
D'autre part, la très grande majorité des cours d'eau confluent vers le Pantanal, énorme réservoir marécageux naturel où les eaux stagnent en attente d'être évacuées par le río Paraguay vers le Paraná. Or, le lit du Paraguay présente une déclivité extrêmement faible. Il a été calculé que les eaux mettaient près de six mois à s'écouler du Cáceres au Brésil jusqu'au cours du Paraná. C'est la raison pour laquelle les crues du Paraguay sont largement décalées par rapport à la saison des pluies dans l'essentiel de son bassin et se produisent de mars à septembre, après l'été austral.
Parmi les affluents brésiliens (rive gauche) du río Paraguay, on trouve le très abondant rio Cuiabá qui draine une grande partie de la région du Pantanal, ainsi que le rio Taquari, qui se jette dans le Paraguay à 63 km en aval de l'important port fluvial de Corumbá.

#### Le Bosque Chiquitano
Le Pantanal bolivien comprend aussi le Bosque Chiquitano (es), une très grande superficie de bois secs, sans doute la plus intacte au monde. Le Bosque Chiquitano se trouve dans le vaste département de Santa Cruz en Bolivie et couvre une superficie approximative de 20 millions d'hectares (soit près de sept fois la superficie de la Belgique ou encore 40 % de celle de la France). Il constitue ainsi la forêt sèche tropicale la plus vaste du monde.
Il comporte pas moins de 115 espèces d'arbres ayant un diamètre supérieur à 10 centimètres. Les espèces les plus abondantes sont Acosmium cardenasii, Casearia gossypiosperma, Cenostigma pluviosum, Ceiba speciosa, Machaerium acutifolium, Anadenanthera colubrina, Piptadenia viridiflora, Amburana cearensis et Centrolobium microchaete.
Quant au sous-bois du Bosque Chiquitano, il est très dense, présentant une grande abondance d'arbustes et de lianes. Certaines zones sont dominées par une broméliacée terrestre, Pseudoananas sagenarius, qui peut former des étendues de près d'un hectare de superficie. Il comporte aussi une autre broméliacée, Bromelia hieronymi.

#### Cas particulier des précipitations sur les Yungas de l'ouest du bassin

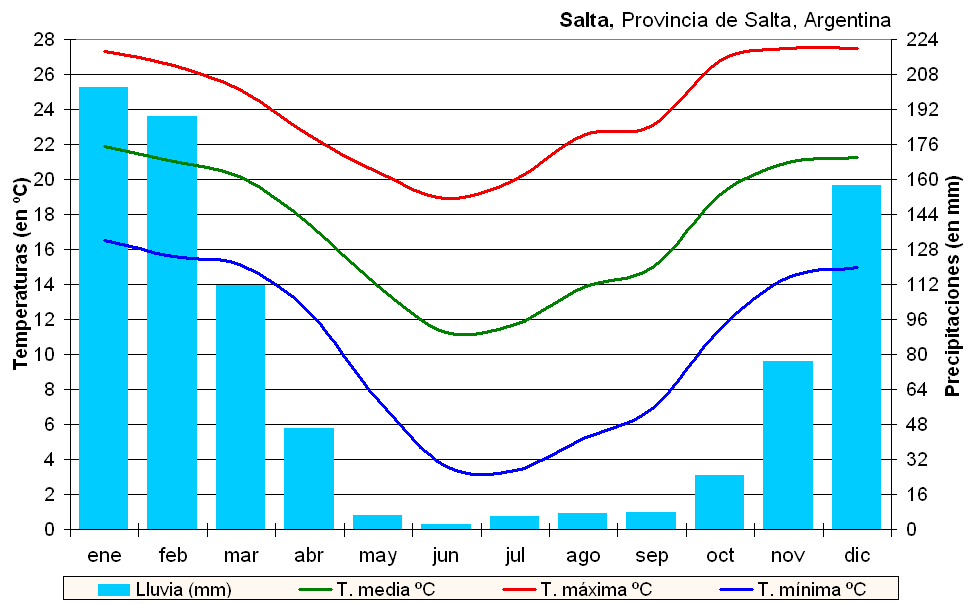
Climogramme de Salta aux abords des yungas argentines.

Les Yungas sont constituées par les versants orientaux des Andes. Les yungas méridionales ou yungas australes, vont depuis le sud du département de Santa Cruz en Bolivie jusqu'à la province argentine de Salta. Elles se développent à une altitude comprise entre 400 et 3 000 mètres. En Bolivie, les yungas méridionales s'étendent sur le sud du département de Santa Cruz, ainsi que sur les départements de Tarija et de Chuquisaca. 
Les yungas argentines quant à elles, occupent actuellement 5,2 millions d'hectares (52 000 km2), s'étendant depuis la frontière avec la Bolivie (23° sud) jusqu'au nord de la province de Catamarca (29° sud), passant ainsi par les provinces de Salta, de Jujuy et de Tucumán. Elles se développent ainsi sur 600 km de long dans le sens nord-sud, mais sur moins de 100 km de large.
Les yungas méridionales de Bolivie et celles d'Argentine, forment une unité du point de vue biologique, géographique et écologique. Tant en Bolivie qu'en Argentine, plusieurs parcs nationaux y ont été créés dans le but de protéger les écosystèmes de ces régions.
De tous les biomes argentins, celui de la yunga est celui qui compte la flore la plus variée.
De même que pour les autres régions du bassin du Paraná, les précipitations en ces lieux ont pour origine la mousson d'été atlantique. Les masses d'air atlantique poussées à escalader les premiers versants orientaux des montagnes andines, se refroidissent brusquement, ce qui entraîne la condensation du restant (important) de leur humidité, si bien que ces régions reçoivent des précipitations souvent très abondantes. Celles-ci vont rapidement former deux rivières puissantes et parfois dévastatrices, les ríos Bermejo et Pilcomayo. Les eaux de ces derniers affluant vers le cours inférieur du río Paraguay seront les premières à manifester leur crue au niveau du confluent du Paraguay avec le Parana, et ce, avec des poussées courtes mais intenses. Le río Bermejo est le grand spécialiste de ces à-coups. Son nom signifie rivière vermeille et cette couleur provient des sols qu'il a arrachés à la cordillère. Comme les eaux se mélangent mal après les confluents, il arrive qu'il parvienne à colorer la moitié droite du Paraná sur des centaines de kilomètres. On a calculé qu'il est responsable à lui seul de la moitié des alluvions que l'on retrouve dans le río de la Plata, face à Buenos Aires.

### Le bassin du Paraná argentin

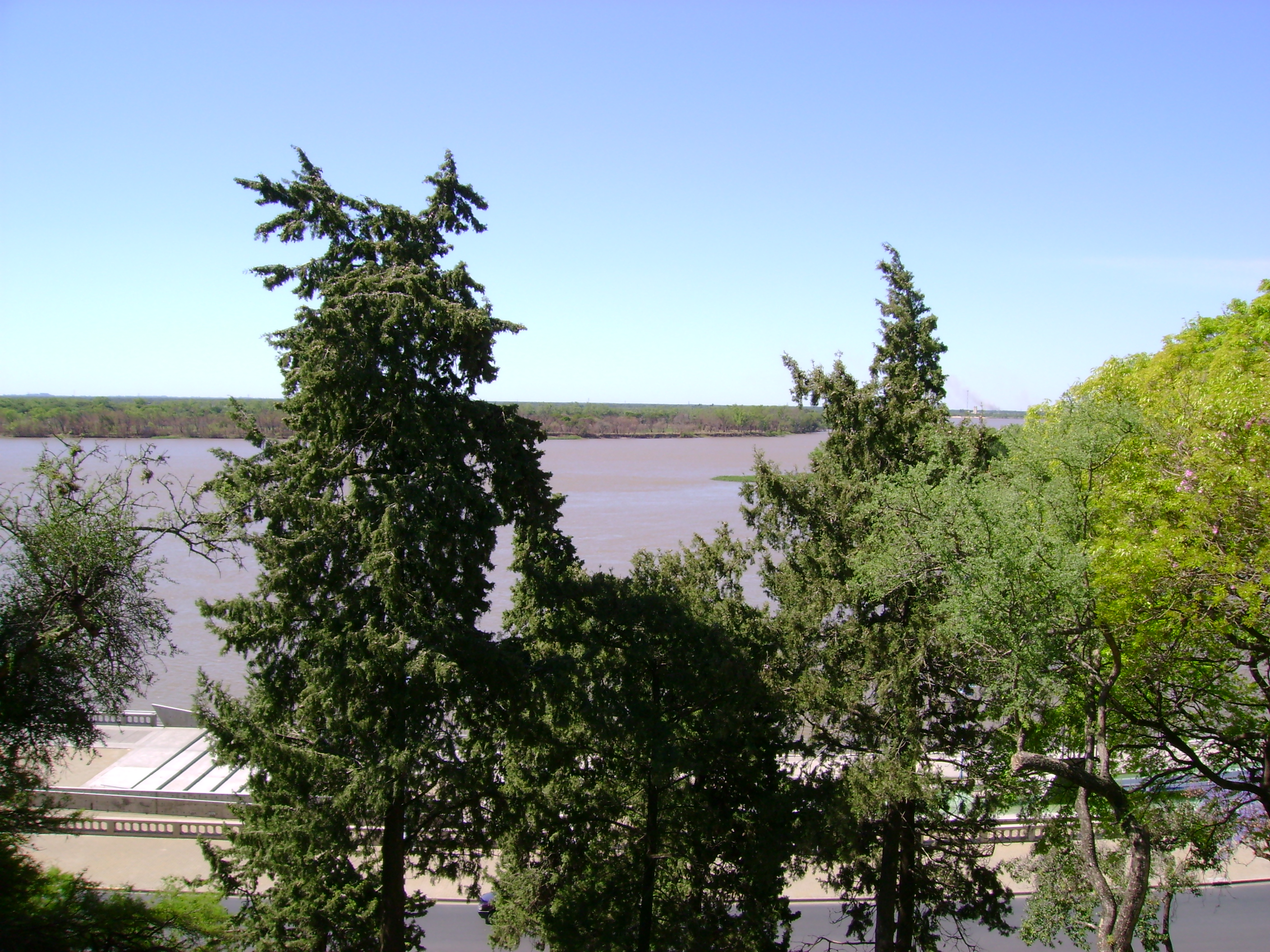
Vue du rio Paraná depuis les hauteurs du parc Urquiza, dans la ville de Paraná.

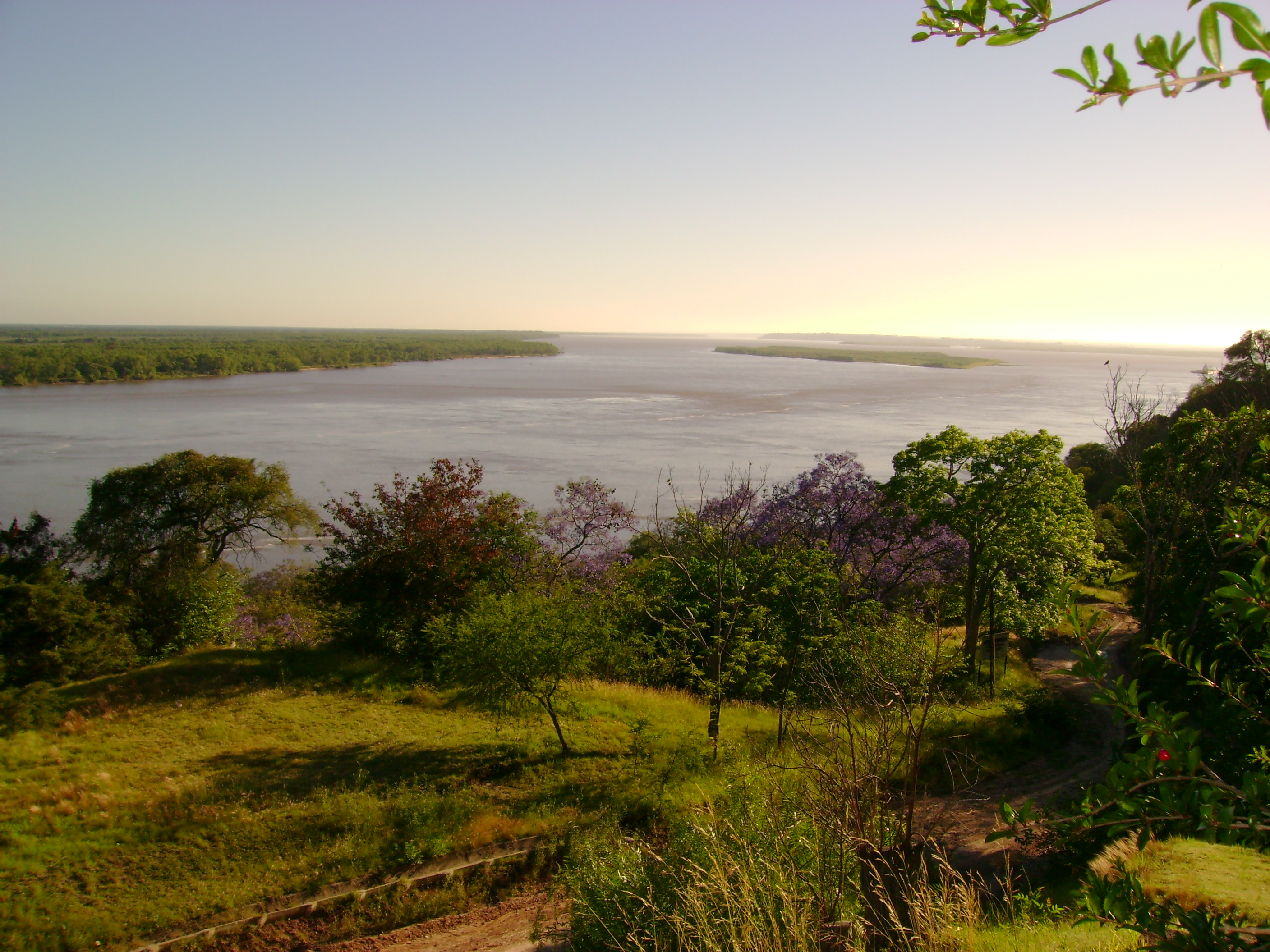
Vue du fleuve à hauteur de la ville de Paraná.

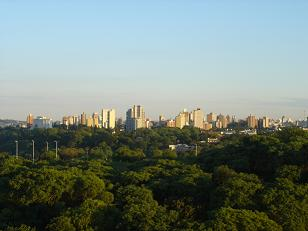
Vue de la ville de Paraná.

C'est la région la moins étendue des trois grands secteurs du bassin du Paraná. Il comporte deux zones principales de précipitations, déterminant deux types d'affluents aux régimes fort différents.

#### Zone mésopotamienne ou orientale
Cette zone comprend le versant paranéen de la Mésopotamie, plus une étroite bande humide de plus ou moins 60 000 km2 bordant la rive ouest du Paraná du nord au sud depuis la « confluence » (appellation habituelle du confluent Paraná-Paraguay) jusqu'au río de la Plata. En Mésopotamie, les précipitations sont abondantes toute l'année, mais avec un maximum d'été prononcé, à la suite de l'effet de mousson d'été déjà signalé, et qui s'étend sur la majeure partie des 2 tiers sud du continent. La région étant située hors des tropiques, il n'y a plus de pluies tropicales d'été (liées au solstice d'été — comme c'est le cas dans la zone brésilienne du bassin du Paraná). La zone est subdivisée en une série de petits bassins liés à de petites rivières, lesquelles ont toutes le même régime : crues d'été avec maximum de décembre à mai.
Cependant la faible superficie de la zone (plus ou moins 200 000 km2, y compris les régions humides de l'ouest du lit du Paraná) fait que ces crues influencent fort marginalement le régime du grand fleuve.
Dans cette zone, le río Corriente est un important affluent dont le bassin est entièrement situé dans la province argentine de Corrientes. Cette rivière fonctionne comme émissaire des étangs de l'Iberá, grande zone humide possédant une faune remarquable. La partie sud des étangs est une zone très importante. Elle est en effet étroitement connectée avec les rivières défluentes vers le Paraná, et est un lieu de frai très important pour une bonne partie de l'ichtyofaune du fleuve.

#### Zone occidentale ou chaquéenne
« Chaquéen » signifie « qui se rapporte au Chaco ».
À l'ouest du fleuve, les précipitations diminuent progressivement au point de devenir rares peu avant la Cordillère des Andes (provinces de Salta, de Santiago del Estero, ouest de celle du Chaco). On va y trouver des régions à écoulement exclusivement endoréique, formées d'affluents potentiels n'atteignant pas le fleuve et qui sont donc exclues du présent article. Il y a même une importante zone aréique (sans cours d'eau) de quelque 130–140 km2 (est de la province de Santiago del Estero, ouest de celle du Chaco et nord-ouest de celle de Santa Fe). La mousson d'été a déjà donné ce qu'elle pouvait donner lors de son passage au-dessus des régions orientales, plus proches de l'Océan.
Ces précipitations existent, de l'ordre de 300 à 700 millimètres de moyenne annuelle, et comme ailleurs se concentrent durant la période estivale (de décembre à mars). Leur faiblesse cependant, liée à une forte évaporation et aux infiltrations importantes fait que les crues d'été sont marginales et sans signification sur le régime du fleuve.
Au sud de cette zone, les précipitations augmentent. On entre en effet dans la région de la Pampa, déjà proche de l'Atlantique et donc plus humide. C'est le cas du bassin inférieur du río Carcarañá.

#### Cas particulier du río Salado et du Carcarañá
Le haut bassin du río Salado, se trouve dans les Andes et comprend la yunga de la région de Salta. Là, comme dans toutes les yungas méridionales, des pluies torrentielles d'été peuvent survenir et transformer la rivière en un fleuve puissant qui, inondant tout sur son passage, se rue vers le Paraná à hauteur de la grande ville de Santa Fe. Les déboisements scandaleux opérés dans ces superbes yungas, tout au long du XXe siècle, ont aggravé le problème. En témoignent, les graves inondations dont Santa Fe a souffert en avril 2003. La rivière, dont le débit moyen est actuellement de 170 m3/s, est passée à un débit de quelque 4 000 m3/s lors de cet épisode.
Plus au sud, le río Carcarañá, dernier important affluent de la rive droite a ses sources au sein des Sierras de Córdoba et présente de ce fait des caractéristiques analogues à celles du río Salado, mais en plus atténué.

### Régime résultant du Paraná
Dans les cours inférieur et moyen du Paraná, les premières eaux à manifester leur action sont celles des régions bien arrosées les plus proches, c'est-à-dire celles des zones les plus arrosées de la région argentine, surtout la Mésopotamie. Les eaux du fleuve commencent donc à monter très tôt, dès octobre-novembre. Puis surviennent les flots importants du Haut Paraná brésilien, les plus abondants et rapides de surcroît. Ces eaux provoquent le début de la grosse crue en décembre. Le fleuve s'élargit alors progressivement dans l'aval argentin. La montée du niveau des bas et moyen Paraná peut atteindre plus de sept, voire huit mètres, et la large plaine alluviale d'Argentine se couvre d'eau progressivement entre Yacyreta (peu en amont de la « confluence ») et le delta.
En avril, le niveau commence à baisser et cette baisse se poursuit lentement en mai-juin. Mais un sérieux renfort se produit à ce moment, dès le mois de juillet. Il est dû à l'arrivée progressive des eaux du río Paraguay qui, vu la lenteur du cours et la longueur du trajet, ont mis plusieurs mois pour arriver à la « confluence ». À ce moment, le Paraná brésilien (haut Paraná) est à l'étiage, mais les eaux du Paraguay sont abondantes et soutiennent le débit du grand fleuve.
Une fois la crue du Paraguay terminée, le débit du Paraná atteint son minimum de l'année, c'est-à-dire en août-septembre.
Comme on le voit, la différence entre l'arrivée des eaux brésiliennes et paraguayennes contribue à régulariser son débit en aval. Il n'y a qu'un petit étiage de deux mois en août-septembre, et le débit minimal dans le cours inférieur descend rarement sous les 10 000 m3/s.
Enfin, le long et vaste delta du Paraná (près de 15 000 km2, débutant peu après la ville de Paraná) joue un rôle d'éponge très efficace. Ses multiples bras, étangs et marais absorbent l'eau des crues et la restituent très progressivement, si bien qu'en fin de parcours, peu avant Buenos Aires, les crues sont fort peu perceptibles.

## Les débits
On constate une succession de longs cycles, alternativement secs et humides, d'une durée de plusieurs décennies. Pendant la période humide 1971-2001, le débit moyen du rio Paraná a été de 18 500 m3/s. Le débit moyen, toutes périodes confondues est de l'ordre de 16 800 m3/s.
Le bassin de la Plata, formé par le rio Paraná et l'Uruguay, est le plus abondant du cône sud de l'Amérique du Sud et surtout de l'Argentine. Il fait partie intégrante du système de charge et de décharge du gigantesque Aquifère Guarani et, dans une moindre mesure de l'Aquifère Puelche.

### Haut Paraná

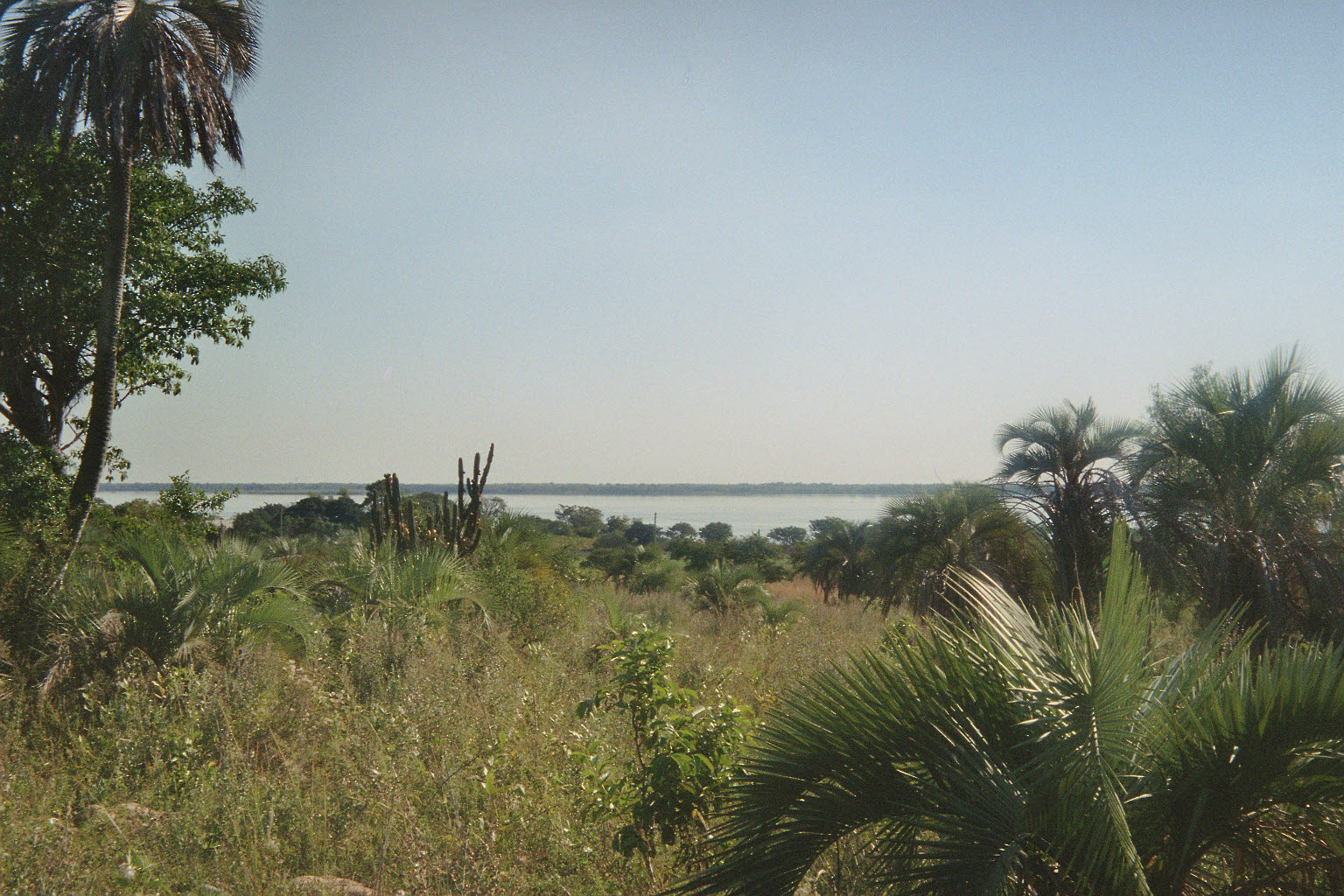
Le rio Paraná vu depuis les berges au niveau de la ville de Lavalle (Corrientes).

Le secteur du haut Paraná, (au niveau du barrage de Yacyretá) apporte un débit de plus ou moins 11 800 m3/s. Peu après, le río Paraguay, qui, lui aussi, a ses sources au Brésil (Mato Grosso) a un débit moyen de 4 300 m3/s. Il force le Paraná à un brusque changement de direction vers le sud et lui apporte une grande quantité de sédiments (venus pour l'essentiel de son affluent le río Bermejo).
Le río Paraguay, reçoit sur sa rive droite le Pilcomayo, qui forme la frontière entre la province argentine de Formosa et le Paraguay, et lui amène un débit de 167 m3/s. Le Pilcomayo naît en Bolivie et perd une partie de son eau dans la traversée du Gran Chaco à cause des étangs et des canaux artificiels, mais surtout par infiltration. Le río Paraguay reçoit aussi le río Bermejo qui lui apporte plus ou moins 400 m3/s. ce dernier souffre des mêmes problèmes de diminution de débit que le Pilcomayo, lors de la traversée du Chaco, dans le secteur de son cours appelé Teuco.

### Paraná moyen
Après le confluent avec le Paraguay, le rio Paraná, dans son secteur appelé Paraná moyen, coule très paisiblement entre un rebord gauche élevé avec des escarpements jusqu'à la ville de
Diamante dans la province d'Entre Ríos, et une rive droite basse et inondable. Son débit diminue dans cette section, passant de 16 800 m3/s à Paso de la Patria en province de Corrientes, juste après le confluent du Paraguay, à seulement 15 300 m3/s à hauteur de la ville de Paraná. Il alimente par infiltration le fameux Aquifère Guarani. Son débit moyen a donc perdu 1 500 m3. À Rosario cependant, il en a déjà récupéré plus ou moins 1 000. Les raisons précises de cette récupération rapide ne sont pas connues.
Dans ce secteur, le Paraná reçoit des affluents souvent peu abondants du moins du côté droit. Sur la rive gauche, citons le río Corriente (qui est l'émissaire des étangs de l'Iberá) ; à droite le río Salado del Norte, qui naît dans la province de Salta recueillant l'eau d'une série de vallées des Sierras Subandines, mais n'apporte que 176 m3/s en moyenne au grand fleuve (données recueillies de 1970 à 2002).

#### Les débits mensuels à Corrientes
Le débit du fleuve a été observé pendant 80 ans (1904-1983) à Corrientes, la capitale de la province homonyme, peu en aval du confluent du río Paraguay, donc au début de la section « Paraná moyen » de son parcours.
À Corrientes, le débit annuel moyen ou module observé sur cette période était de 16 595 m3/s pour un bassin versant de plus ou moins 1 950 000 km2. Cette surface ne représente peut-être que 72 % du bassin versant total évalué à 2 661 392 km2, mais le débit du fleuve n'augmentera plus par après, à la suite d'une part des infiltrations et d'autre part de la pauvreté relative des affluents ultérieurs.

### Paraná inférieur

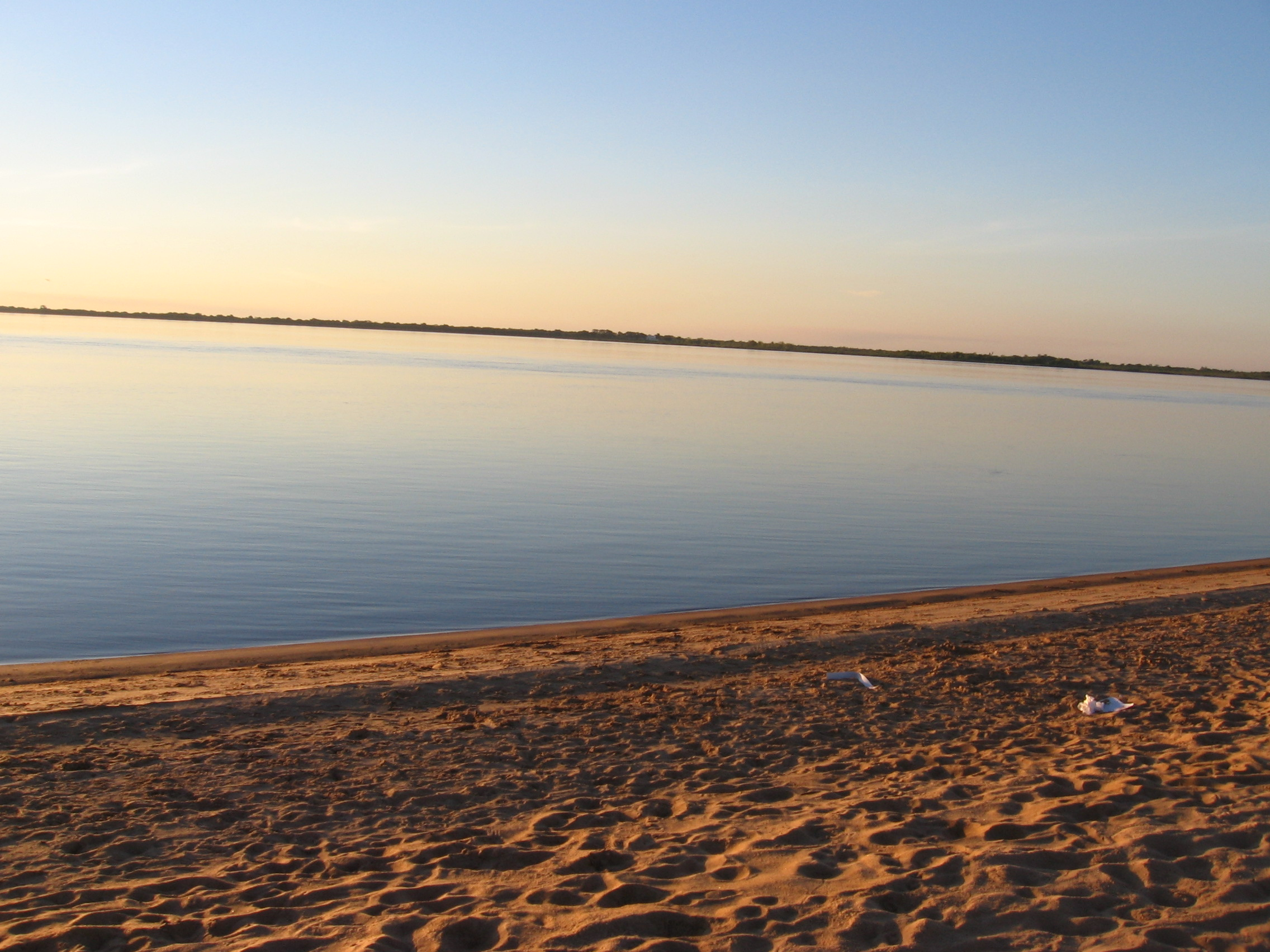
Le Paraná à Paso de la Patria, à la confluence avec le río Paraguay.

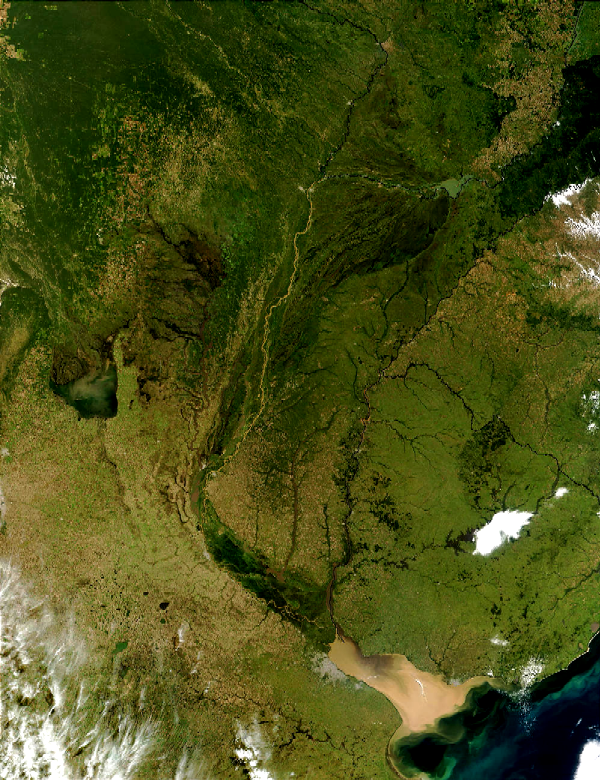
Photo satellite à la suite des inondations de mai 2003 - Les parties sombres sont les surfaces inondées - On remarque la forme très allongée du delta, totalement submergé, et en haut de l'image à hauteur du quart droit, on distingue nettement en vert clair l'immense lac de retenue de Yacyretá - Cliquez pour agrandir.

À partir de Diamante, le Paraná inférieur se subdivise en plusieurs bras (Delta). Les plus importants d'entre eux sont :
- le Paraná Pavón, qui après avoir reçu sur sa gauche le río Gualeguay, devient le río Ibicuy ;
- le Paraná Guazú ;
- et le Paraná de las Palmas, qui est le bras principal.

Dans ce secteur, le Paraná reçoit entre autres comme affluents, le río Carcarañá, né de la confluence des río Tercero ou Ctalamochita et río Cuarto ou Chocancharava, qui drainent partiellement l'eau de la zone sud des sierras de Córdoba. Le Paraná récupère également lors de ce parcours une partie de l'eau perdue par infiltration dans son cours moyen, si bien qu'au total, à son embouchure dans le río de la Plata, il atteint un débit moyen de 16 800 m3/s.
Enfin, il ne faut pas perdre de vue que le fleuve Uruguay, forme également le río de la Plata et apporte quelque 5 000 m3/s à ce dernier.

## Crues historiques
Les plus grandes crues du rio Paraná observées au niveau du barrage argentino-paraguayen de Yacyretá ont été les suivantes :
| Année   | Hauteur d'eau en m. | Débit (m3/s)   |
| ------- | ------------------- | -------------- |
| 1858    | 8,93                | 51 000– 54 000 |
| 1878    | 8,65                | 47 000– 50 000 |
| 1905    | 8,56                | 47 000– 49 000 |
| 1966    | 7,93                | 41 000– 42 000 |
| 1977    | 7,13                | 34 000         |
| 1982/83 | s/d                 | 60 000         |
| 1991/92 | s/d                 | 54 000         |
| 1997/98 | s/d                 | 42 000         |

## La faune
Les eaux du fleuve sont extrêmement riches tant en flore qu'en faune. La flore tropicale et subtropicale qui auparavant couvrait une bonne partie du bassin du Paraná est largement détruite en 2012 ; la région la mieux préservée est la province argentine de Misiones.
Le milan des marais (rostrhamus sociabilis, se nourrit de grands gastéropodes operculés prosobranchiaux de l'ordre des mesogastropoda, ampullariidae) est un rapace typique de la faune aviaire du bassin. Parmi les insectes, nombreux sont les belostomatidés, famille de l'ordre des hemiptera qui regroupe les nèpes aquatiques géantes).

### Mammifères
Parmi les mammifères les plus remarquables présents dans le vaste bassin du fleuve, nombreux sont les grands rongeurs liés à la présence de zones humides et caractéristiques de l'Amérique du Sud (capybaras, ragondins, pacas). On doit mentionner aussi le jaguar, le puma, le tapir du Brésil, le cerf des marais, le cerf des pampas, le loup à crinière, le renard d'Aszara ou renard des pampas et le tamanoir. Le dauphin de la Plata, de l'estuaire du río de la Plata a parfois été cité comme habitant le delta du Paraná et, bien que ce soit douteux, de la partie inférieure du fleuve.

### Reptiles
Parmi les nombreux reptiles du bassin du fleuve et particulièrement les reptiles aquatiques, il faut citer la ñacaniná ou yacaniná (Hydrodynastes gigas) - qui dépasse les deux mètres de long.
Parmi les nombreux autres reptiles, il faut souligner la présence de l'anaconda jaune ou anaconda curiyú, et le grand lézard tupinambis, entre autres. Dans le haut bassin du rio Paraná et surtout dans celui du río Paraguay, on trouve également l'énorme anaconda géant ou Eunectes murinus qui peut peser quelque 200 kilos et revendique de ce fait le titre de plus lourd serpent du monde.
L' Anaconda jaune ou curiyú (Eunectes notaeus) est présent dans les milieux humides du nord de la Mésopotamie argentine (province de Corrientes), ainsi que deux espèces de caïmans : Caïman à museau large et Jacara ou Caïman noir. Les deux espèces sont qualifiées de « vulnérables ». Le Caïman à museau large figure dans l'Appendice I de la CITES (Convention Internationale sur le Trafic d'Espèces Menacées de Faune et Flore Sylvestres) et il est considéré comme « en danger ». Le Jacara est inclus dans l'Appendice II. Il existe un établissement important d'élevage de ce reptile dans la dite province de Corrientes, comptant plus de 20 000 exemplaires.
Dans les zones humides du bassin du fleuve on trouve deux espèces très différentes de boa : le Boa constrictor occidentalis et l' Epicrates alvarezi.
On trouve aussi dans ces zones humides des tortues dont le Phrynops hilarii. Parmi les lézards et iguanes, citons le tégu noir et blanc (Tupinambis merianae) et le teyú (Teius oculatus).
Parmi les ophidiens, on retrouve la yarará grande (Bothrops alternatus) , la dangereuse yarará chica (Bothrops neuwiedi diporus), la ñacaniná ou yacaniná (Hydrodynastes gigas) - qui dépasse les deux mètres de long, la vipère ñuazó (Leptophis ahaetulla marginatus), le Liophis meridionalis, la vipère verte ou culebra vientre rosado (Liophis jaegeri coralliventris), le Thamnodynastes strigilis, le Wagleorophis meremii.

### Ichtyofaune
On dénombre pour le Paraná argentin plus d'une centaine d'espèces de poissons, dont beaucoup sont comestibles et certaines très appréciées des gastronomes. Il existe en Argentine une importante industrie de la pêche dans le Paraná (notamment à Victoria, en face de Rosario).
L'anguille créole du Paraná (ou Synbranchus marmoratus ou pirá mboí) est un poisson typique qui n'a rien à voir avec ses consœurs européennes ou nord-américaines.
Les bagres sont des poissons chats des genres Pimelodus et Rhamdia (es) (dont le Rhamdia quelen (es) pêché aux environs de Buenos Aires), tous poissons de la famille des pimelodidae. Il y en a pas moins de 20 espèces. L'une d'entre elles, le Patí ou Luciopimelodus pati est également fréquente. La majorité à l'exception notable du Patí, ont les nageoires dorsales et pectorales pourvues d'épines pointues et venimeuses. Leur chair est délicieuse.
Il en est de même pour deux autres espèces de poisson chat de très grande taille et très recherchés : le surubi tigré ou Pseudoplatystoma corruscans et le manguruyú ou zungaro zungaro. Tous deux sont renommés. On les appelle les rois du Paraná. Le manguruyú peut peser plus de 120 kilos. Avec l'Arapaima gigas de l'Amazonie, ils forment un couple de poissons géants des eaux douces d'Amérique du Sud. Un adulte peut atteindre une longueur de 1,7 mètre et atteindre un poids de plus de 100 kilogrammes. De très grande force, il est capable de renverser un bateau de pêcheur (s'il est provoqué).
Un autre poisson chat super-géant (également de la famille des pimelodidae), le piraiba (Brachyplatystoma filamentosum), est aussi présent dans le bassin du río Paraguay jusqu'aux régions nord de l'Argentine. Les mâles peuvent atteindre pas moins de 3,6 mètres de longueur totale et 200 kilos de poids,.
Les raies de rivières appartiennent au genre Paratrygon ou Potamotrygon des dasyatidés. Il en existe quatre espèces. Elles sont pourvues d'épines toxiques sur le dos de la queue, qui provoquent dans les cas bénins des ulcères rebelles de la peau. On y trouve notamment le chucho de río (Potamotrygon motoro), dont Jeremy Wade, célèbre pêcheur vedette de la série River Monsters a témoigné — images à l'appui — de la dangerosité extrême et du gigantisme : pas moins de 135 cm et 115 kilos (pour un spécimen hors normes il est vrai). La queue de ce poisson, redoutable dard à multiples dents très pointues, est venimeuse et a déjà tué des baigneurs malchanceux. Sa blessure cause des douleurs atroces, nécrose, gangrène puis arrêt cardiaque et mort. Le dard traversant une artère peut aussi causer des hémorragies fatales. Les riverains du Paraná en ont peur, et font tout pour l'éviter.
Sont présents aussi, mais ne faisant l'objet d'aucune pêche, les piranhas ou pirañas, de l'espèce Serrasalmus marginatus entre autres (appelés localement palometas). Poissons migrateurs, prisonniers entre les barrages d'Itaipu et de Yacyretá, ils prolifèrent dans la section comprise entre les deux retenues, où ils posent problème. On en trouve en été jusqu'à Santa Fe. Autre espèce de piraña qu'on y trouve : le Pygocentrus nattereri, dangereux et attaquant l'homme en période de saison sèche. Il est présent jusqu'en Argentine dans son cours supérieur et surtout dans son grand affluent, le río Paraguay.

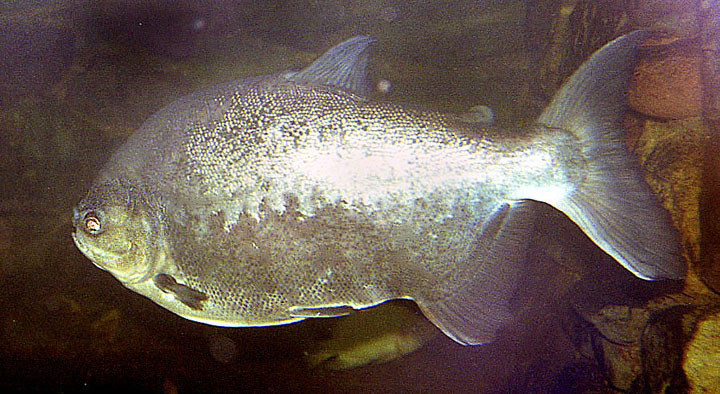
Le pacú ou Piaractus mesopotamicus est en fait un cousin végétarien du fameux piraña carnivore Pygocentrus nattereri auquel il ressemble physiquement beaucoup.

Le « sábalo » ou « curimata » (Prochilodus lineatus) passe son temps à filtrer la vase du fond des cours d'eau du bassin du Paraná. Il a une bouche protractile et un palais édenté parfaitement adaptés à son activité de succion. Il est aussi très apprécié pour la qualité de sa chair, mais sa pêche est interdite, car il s'agit d'une espèce en danger. Il peut atteindre un poids de plus de cinq kilos.
Le dorado ou pirayú est un mets renommé dans toute la région. Pourvu d'une bouche énorme ornée de dents côniques, c'est un prédateur redoutable pour la sábalo dont il a fait son menu favori, mais il s'en prend aussi à d'autres espèces. Poisson célèbre dans la région, il fait l'objet d'une importante pêche sportive. Il peut atteindre plus d'un mètre de long et 25 kilos. On l'a appelé « Tigre du fleuve », son vrai nom étant Salminus brasiliensis ou « maxillosus ».
Le pacú ou Piaractus mesopotamicus, appelé également pez chato, mbirarí ou piraí, est typique du Paranà. Il peut atteindre 50 centimètres de long et un poids de vingt-cinq kilos. C'est un herbivore. Cependant, introduit en Papouasie et faute de végétation, il y est devenu carnivore et attaque l'homme. Ailleurs que dans son milieu d'origine — c'est-à-dire le bassin du Paraná —, il est une espèce envahissante. En 2010, on le retrouvait déjà dans une quinzaine des états des États-Unis. 
Le boga est un poisson qui atteint 10 kg et vit dans les haut et moyen Paraná, dans des zones d'eau profonde.
Le tararira est un chasseur vorace atteignant 3 à 4 kg et se réfugiant en hiver dans les eaux profondes. Il a des dents sur le palais et s'approche de la rive pour dévorer des petits poissons. Sa mandibule agit comme une tenaille.
Dans le delta du Paraná, une espèce très importante de poisson d'eau salée comme d'eau douce, vient chercher refuge et frayer pendant l'hiver. C'est l'Odontesthes bonariensis ou pejerrey. Sa chair très appréciée, sa robustesse et sa très bonne rentabilité économique a fait qu'on l'a implanté un peu partout en Argentine et même ailleurs (lac Titicaca au Pérou). Dans le delta, il fait l'objet d'une pêche sportive aux retombées économiques non négligeables.
Sources,,

### Avifaune
Dans la zone du delta du fleuve, la faune aviaire est très abondante. On y trouve notamment le tinamou tacheté ou inambú común (Nothura maculosa), le macá común (Podiceps rolland), le grèbe à bec bigarré ou macá pico grueso (Podilymbus podiceps), le grand grèbe ou macá grande (Podiceps major), la spatule rosée ou espátula rosada (Platalea ajaja) le flamant du Chili ou localement flamenco austral (Phoenicopterus chilensis), le kamichi à collier ou chajá (Chauna torquata).
On peut aussi y observer le cormoran vigua ou biguá (Phalacrocorax olivaceus), la garza mora ou héron cocoi (Ardea cocoi), le héron flûte-du-soleil ou chiflón (Syrigma sibilatrix), le héron garde-bœufs ou garcita bueyera (Bubulcus ibis ou Ardeola ibis), le héron strié ou garcita azulada (Butorides striatus ou Ardeola striatus), la grande aigrette ou garza blanca (Egretta alba ou Ardea alba), l'aigrette neigeuse ou garcita blanca (Egretta thula), l'onoré rayé ou hocó colorado (Tigrisoma lineatum), le bihoreau gris ou garza bruja (Nycticorax nycticorax), le tantale d'Amérique appelé en Argentine tuyuyú (Mycteria americana), la cigogne maguari ou cigüeña americana (Ciconia maguari), l'ibis à face nue ou cuervillo cara pelada (Phimosus infuscatus), l'ibis à face blanchee appelé localement quervillo de cañada (Plegadis chihi).
Les canards, oies et cygnes sont nombreux et les espèces très variées. Tels le canard musqué ou pato criollo (Cairina moschata), l'oie cendrée ou ganso común (Anser anser), le dendrocygne fauve appelé localement sirirí colorado (Dendrocygna bicolor), le dendrocygne veuf ou sirirí pampa (Dendrocygna viduata) le cygne coscoroba (Coscoroba coscoroba), le cygne à cou noir ou cisne cuello negro (Cygnus melancoryphus) le canard à queue pointue ou pato maicero (Anas georgica), la sarcelle tachetée ou pato barcino (Anas flavirostris), le canard spatule ou pato cuchara (Anas platalea), la sarcelle cannelle ou pato colorado (Anas cyanoptera), le pato gargantilla (Anas bahamensis), le pato capuchino (Anas versicolor), le pato picazo (Netta peposaca), le pato cutirí (Amazonetta brasiliensis), le pato de collar (Callonetta leucophrys), le pato zambullidor chico (Oxyura vittata).
On peut observer également l'élanion à queue blanche ou milano blanco (Elanus leucurus), le milan des marais ou caracolero (Rostrhamus sociabilis), le busard de Buffon appelé localement ou gavilán planeador (Circus buffoni), la buse à gros bec ou taguató común (Buteo magnirostris), la buse de Swainson ou aguilucho langostero (Buteo swainsoni), ainsi que le Caracara huppé ou carancho (Polyborus plancus), le caracara chimango (Milvago chimango), le faucon aplomado ou halcón plomizo (Falco femoralis), la crécerelle d'Amérique ou halconcito colorado (Falco sparverius).

## Utilisation économique du fleuve

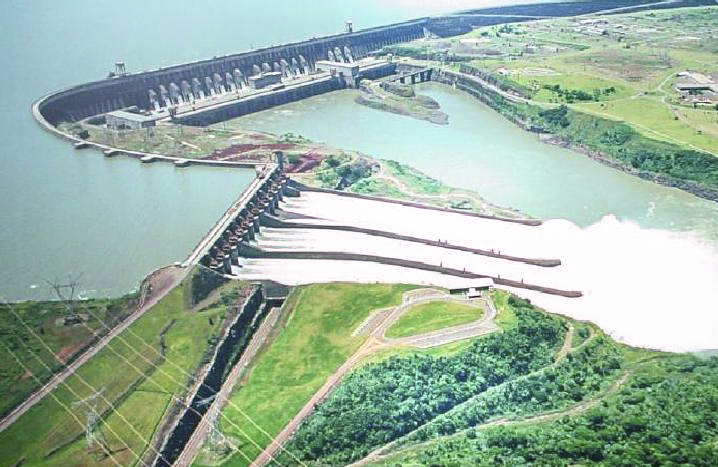
Vue aérienne du barrage d'Itaipú.

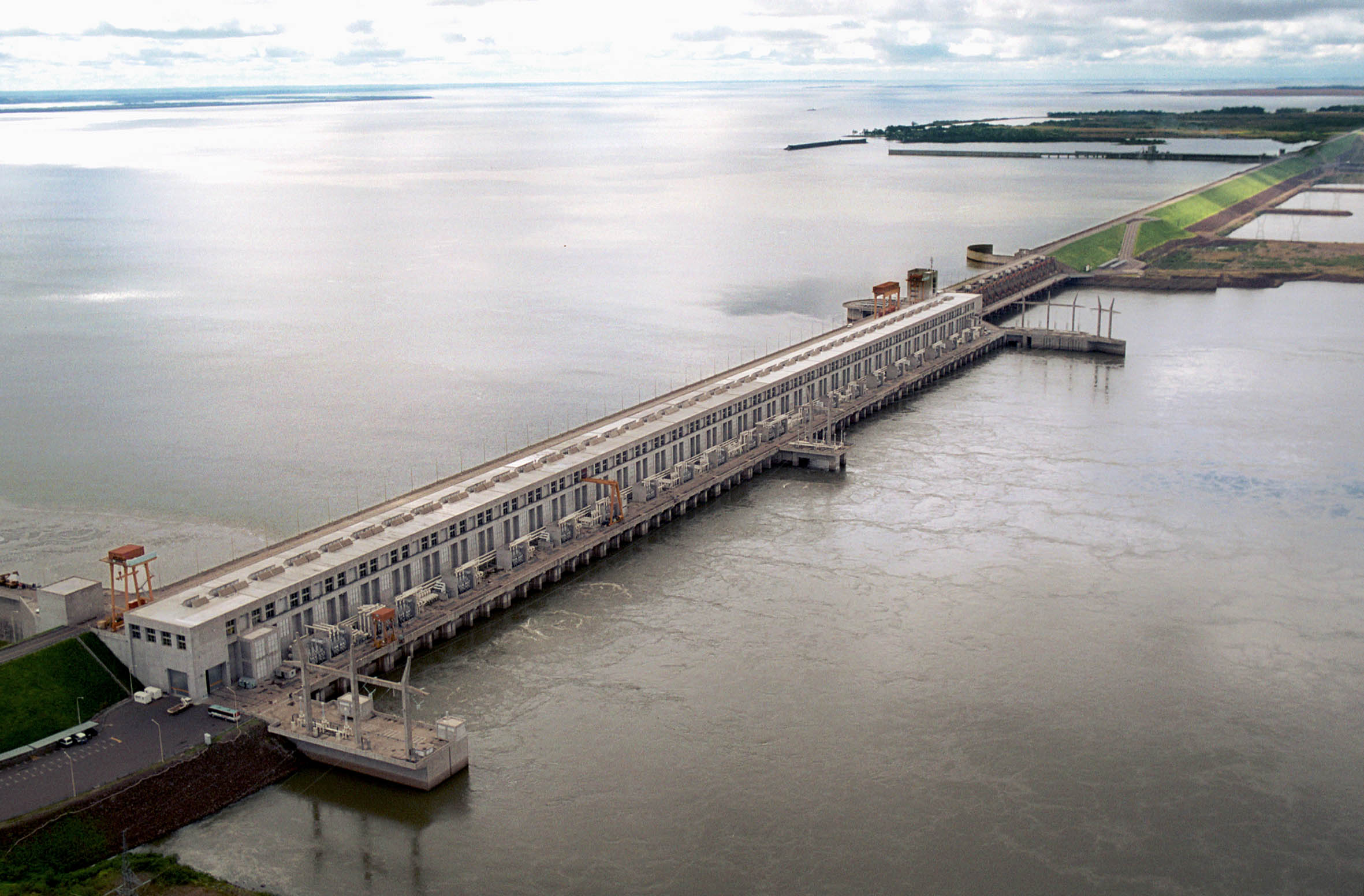
Le barrage de Yacyretá.

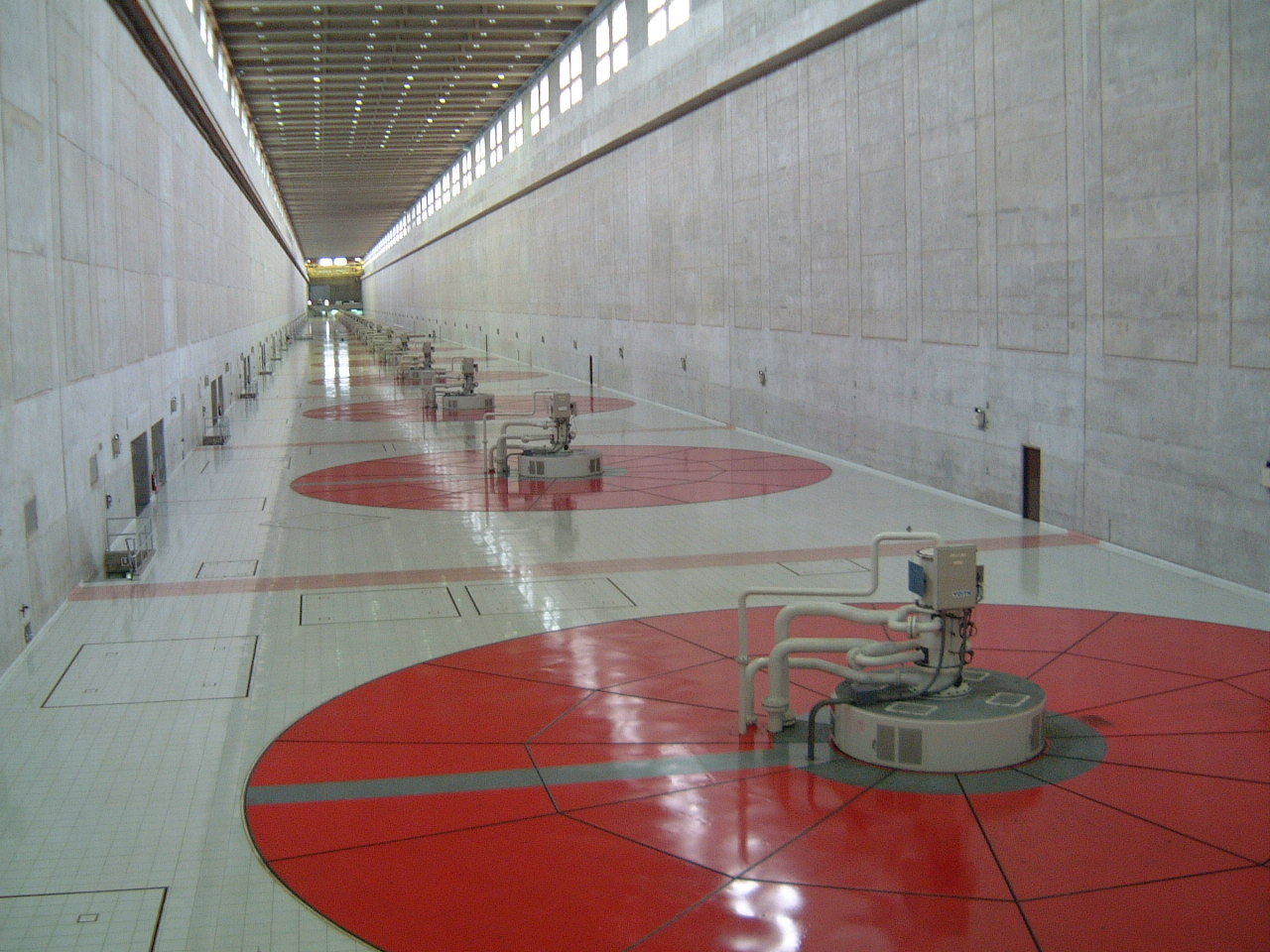
Barrage de Yacyretá : salle des turbines.

Disons d'abord que le grand bassin du Paraná, y compris son « affluent » l'Uruguay, regroupe près de cent millions d'habitants, et deux mégalopoles, Buenos Aires et São Paulo, et la grande majorité des régions « fortes » de ce continent. Le Paraná et ses tributaires constituent donc un bassin massif qui englobe une énorme partie du sud et du centre de l'Amérique du Sud, c'est-à-dire, tout le Paraguay (dont le Paraná constitue le poumon et la fenêtre vers le monde), la moitié de loin la plus peuplée et la plus riche de l'Argentine, la très grande majorité de la partie sud et sud-est du Brésil (de très loin la plus industrialisée), le grand sud-est de la Bolivie (région la plus développée), et la majeure partie de l'Uruguay. Le Paraná est un élément essentiel pour la vie du Mercosur, le marché commun sud-américain qui s'est enrichi en 2006 d'un nouveau membre, le Venezuela.
Dans ce grand ensemble, le réseau des rivières du bassin du Paraná dessert un nombre important de grandes villes : Buenos Aires, Asuncion, Brasilia, São Paulo et Campinas, Curitiba, Goiânia, Rosario, Montevideo, et bien d'autres encore, moins importantes.
Le Paraná et ses grands tributaires sont aussi une importante source de revenus et de gagne-pain quotidien pour nombre de pêcheurs qui exploitent les abondantes ressources du grand fleuve et vivent sur ses rives. Certaines espèces de poisson (comme le surubi et le sábalo) sont importants commercialement et exploités pour la consommation de masse tant à l'intérieur qu'à l'exportation.
Une grande partie du cours du Paraná est navigable et est utilisée comme voie d'eau reliant les villes continentales de l'Argentine et du Paraguay à l'Océan. Un exemple : sans la possibilité d'utiliser cette voie d'eau, le Paraguay ne pourrait exister du moins comme État moderne. Le fleuve est jalonné de ports relativement profonds desservant bien des villes qui le bordent.
Il est notamment utilisé pour transporter du soja. Le Paraguay est ainsi considéré en 2018 comme la troisième puissance fluviale au monde, grâce à sa flotte de bateaux transportant du soja, qui descendent le Paraná vers l'Argentine ou l'Uruguay, où ils sont ensuite transbordés et exportés vers l'Europe, l'Asie ou l'Amérique du Nord.
Enfin, la construction de barrages hydroélectriques massifs, quelles que soient les critiques à leur égard, a eu un impact économique considérable. Ils n'ont pas bloqué la circulation en certains endroits du fleuve, car ils sont pourvus d'écluses (sauf le barrage d'Itaipu mais il semble que le problème soit à l'étude), et ayant été construits dans des secteurs de cataractes, ils ont au contraire amélioré les conditions de navigation. Il est vrai que la protection de l'environnement en a pris un sérieux coup.
Grâce aux barrages de Yacyretá et d'Itaipu (et bientôt de Corpus), le Paraguay, un des pays les plus largement sous-développés du continent, a réussi à devenir le premier exportateur mondial d'électricité.

## Aménagements
C'est sur le cours supérieur du rio Paraná, à la frontière entre le Brésil et le Paraguay qu'a été construit en 1974 le plus grand barrage hydroélectrique du monde de l'époque, le barrage d'Itaipu (km 1 950 par rapport à Buenos Aires). Par après, a débuté la construction d'un deuxième gigantesque barrage, le barrage de Yacyretá (km 1 455) situé à 182 km à l'est de la ville de Corrientes.

### Projets en Argentine
En projet depuis de nombreuses années, le barrage de Corpus (au km 1 597), à la frontière argentino-paraguayenne, à une soixantaine de kilomètres en amont de celui de Yacyretá. La dernière réunion concernant la planification de ce projet a eu lieu en mars 2006, lors d'une rencontre entre les présidents argentin Néstor Kirchner et paraguayen Nicanor Duarte.
Il faut également signaler deux projets pharaoniques argentins datant des années 1970 : deux énormes barrages sur le Paraná moyen, les barrages de Chapetón (au km 630-635) et de Patí ou Machuca Cué (au km 915). Étant donné les immenses répercussions écologiques, qui n'étaient guère prises en considération à l'époque, mais dont on se soucie de plus en plus aujourd'hui, ces projets ont peu de chance de voir le jour.

### Les écluses
Ci-dessous un tableau reprenant les principales caractéristiques des écluses jalonnant le parcours du fleuve. Le barrage de Corpus a été intégré. Il est indiqué en italique pour souligner que ce n'est encore qu'un projet, qui certes a beaucoup de chances de se voir réalisé étant donné la crise énergétique mondiale et argentine qui se dessine. Le barrage d'Itaipu n'a pas d'écluse, et n'est donc actuellement pas franchissable. Il divise le bassin du Paraná en deux bassins navigables séparés.
Le kilométrage indiqué est comme toujours calculé par rapport à Buenos Aires.
| Barrage         | kilométrage dep. B.A. | dénivellation en mètres | longueur en m. | largeur en m. | profondeur en m. | nombre d'unités | temps en minutes | capacité millions ton. |
| --------------- | --------------------- | ----------------------- | -------------- | ------------- | ---------------- | --------------- | ---------------- | ---------------------- |
| Yacyretá        | 1 455                 | 24,0                    | 270            | 27            | 3,65             | 1               | 45               | -                      |
| Corpus          | 1 597                 | 23,0                    | 200            | 27            | 3,60             | 1               | -                | -                      |
| Itaipu          | 1 950                 | 119,0                   |                |               |                  |                 |                  |                        |
| Ilha Grande     | 2 120                 | 21,3                    | 210            | 17            | 5,0              | 1               | 10               | 17                     |
| Porto Primavera | 2 350                 | 20,0                    | 210            | 17            | 5,0              | 1               | 10               | 17                     |
| Jupiá           | 2 617                 | 22,5                    | 210            | 17            | 5,0              | 1               | 10               | 17                     |
| Ilha Solteira   | 2 671                 | 52,0                    |                |               |                  |                 |                  |                        |

## Conditions actuelles de la navigation

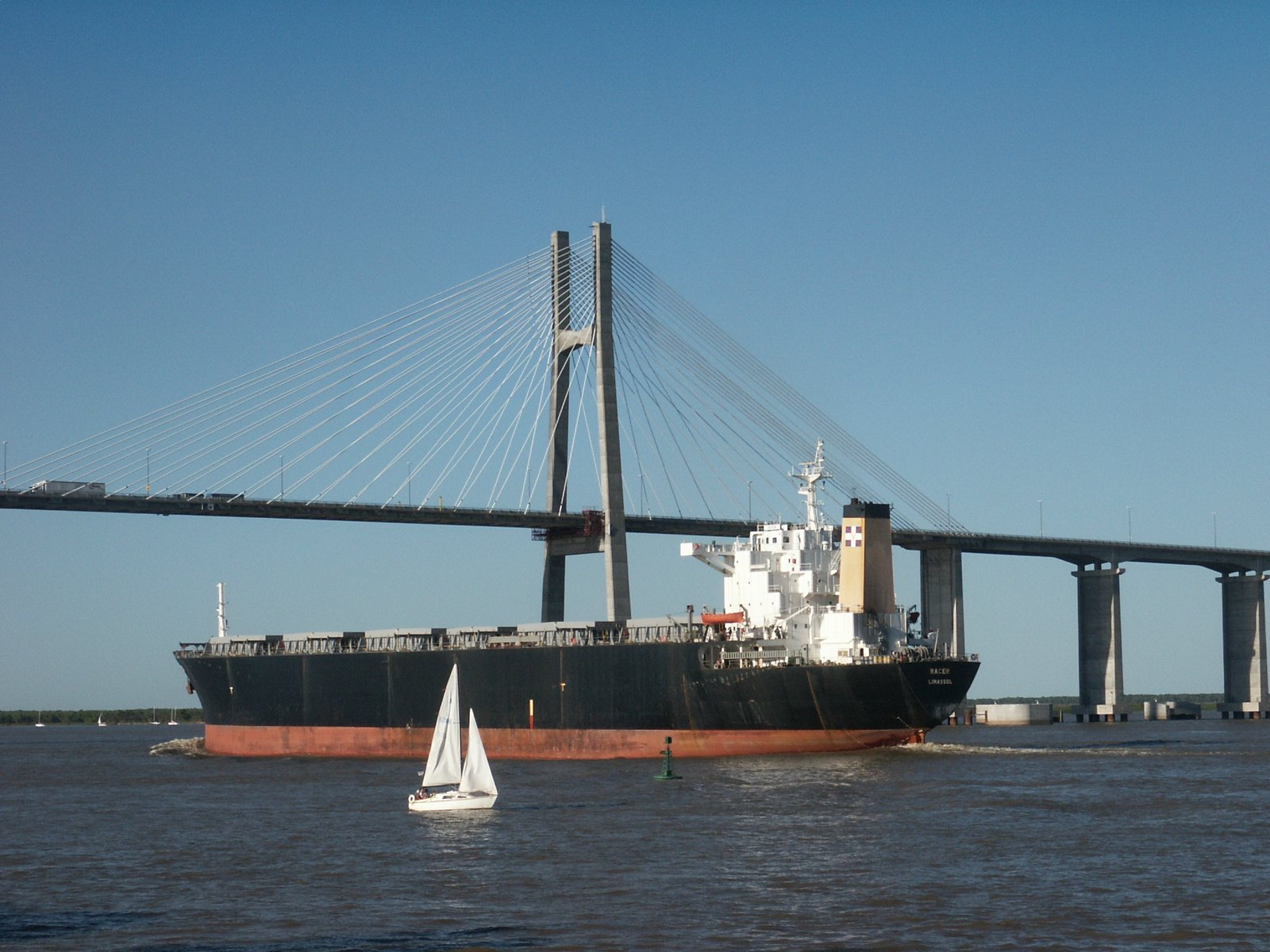
Navigation à Rosario sous le pont Rosario-Victoria ouvert à la circulation en 2003.

L'accès des bateaux océaniques au rio Paraná dépend de l'état de dragage des principaux canaux, Mitre et Martín García dans le río de La Plata, ainsi que des bras Paraná de las Palmas et Paraná Guazú, qui ont des profondeurs de 8,7 et 9,1 mètres respectivement.
Depuis Buenos Aires, la navigation d'embarcations océaniques ayant un déplacement de jusqu'à 12 000 tonnes est possible, jusqu'aux villes de Rosario (au km 416) et de Santa Fe (au km 580), avec des profondeurs de 6,3 et de 6,1 m respectivement. Il faut souligner que les profondeurs indiquées sont des profondeurs minimales et se réfèrent au minimum observé.
Depuis Santa Fe jusqu'au confluent avec le río Paraguay (au km 1 240), les profondeurs minimales sont de 3,60 m, ce qui permet la navigation de navires océaniques de petit tonnage (1 500 tonnes).
À partir du confluent et jusqu'Ituzaingó (au km 1 455), la navigation de convois poussés assez importants est possible, étant donné que la profondeur atteint 1,80 m sur ce bief.
De Ituzaingó au barrage d'Itaipu (km 1 950), la navigation était jadis moins favorable. Mais la construction du barrage de Yacyretá (au km 1 455), ayant noyé les rapides d'Apipe et de Carayá, a porté la profondeur à trois mètres jusqu'à la ville de Posadas (au km 1 583). À partir de Posadas, la navigation bénéficie d'une profondeur de 2,40 mètres, la plupart (90 %) du temps. Ces conditions se maintiennent jusqu'à Ciudad del Este (au km 1 932) et Itaipu tout proche.
Actuellement, la navigation interrompue par le barrage continue au-delà sur le réseau brésilien de l'hidrovia Paraná-Tietê. Après le barrage, jusqu'à la confluence des ríos Paranaiba et Grande (au km 2 739) et même au-delà, la navigation est possible toute l'année pour des embarcations de jusque 3 m de tirant d'eau.

## L'Hidrovía Paraná-Paraguay
L'Hidrovía Paraná-Paraguay est la grande voie navigable, en continuelle amélioration ces dernières années, reliant les villes brésiliennes de Cáceres et de Cuiabá dans l'État du Mato Grosso au río de la Plata et au port de Buenos Aires, c'est-à-dire à l'océan Atlantique, et permettant ainsi de relier par voie fluviale cinq pays d'Amérique du Sud, les quatre pays du Mercosur (sauf le Venezuela bien sûr) et la Bolivie.

## Villes principales situées sur ses rives
Sur ses rives on rencontre les villes suivantes :

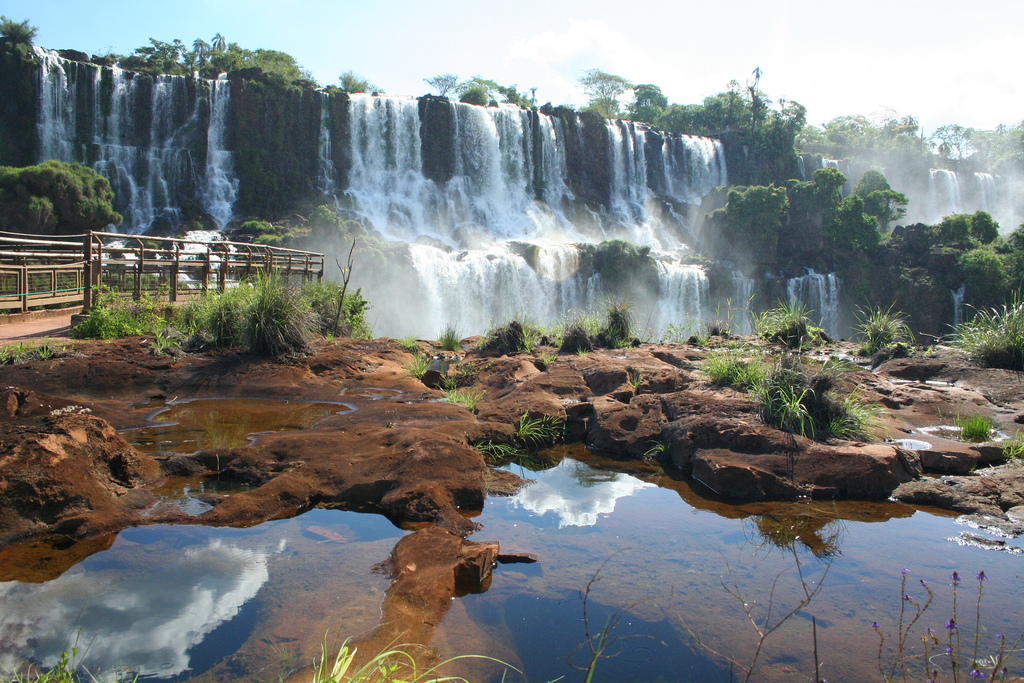
Chute de l'Iguazú à Puerto Iguazú en Argentine.

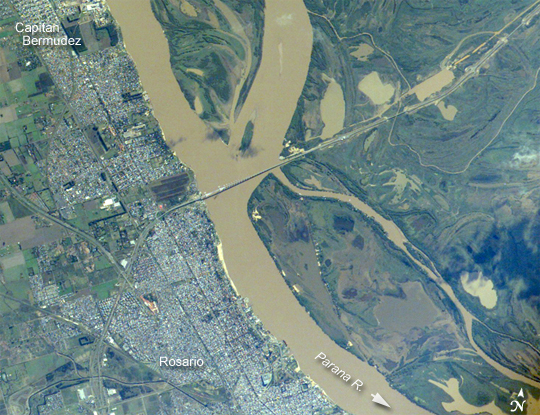
Vue satellite du Paraná au niveau de Rosario avec le pont Rosario-Victoria.

### Au Brésil
Peu de villes se situent le long du Paraná, le fleuve n'ayant jamais été utilisé économiquement ou politiquement dans l'histoire du pays. Orienté parallèlement à la côte, il constituait un obstacle plus qu'autre chose dans la longue histoire de la pénétration lusitano-brésilienne à l'intérieur du continent. Cependant, certains de ses affluents bordent ou traversent de très grandes cités, tel le rio Tietê qui traverse la mégalopole de São Paulo.
Citons :
- Três Lagoas dans l'État du Mato Grosso do Sul ;
- Presidente Epitácio et Panorama dans l'État de São Paulo ;
- Guaíra et surtout Foz do Iguaçu dans l'État du Paraná.

### Au Paraguay
- Ciudad del Este et Encarnación, deux des trois plus grandes cités du pays.

### En Argentine
- Puerto Iguazú et Posadas dans la province de Misiones ;
- Barranqueras dans la province de Chaco ;
- Ituzaingó, Corrientes, Bella Vista, Goya et Esquina dans la province de Corrientes qui d'après certains serait par ailleurs au centre d'une des régions les plus accueillantes au monde ;
- La Paz, Santa Elena, Paraná, Victoria et Diamante, dans la province d'Entre Ríos ;
- Reconquista, Santa Fe, Puerto San Martín, Rosario et Villa Constitución dans la province de Santa Fe ;
- San Nicolás de los Arroyos, San Pedro, Zárate, Campana et Tigre dans la province de Buenos Aires.

## Liaisons à travers le rio Paraná
Le cours argentin du Paraná est traversé par plusieurs importants ponts et tunnels. Les voici, en commençant par l'amont :
- Pont San Roque González de Santa Cruz, entre Posadas, capitale de la province de Misiones en Argentine et Encarnación, capitale du département paraguayen d'Itapúa ;
- Pont General Manuel Belgrano entre Resistencia (capitale de la province de Chaco) et Corrientes (capitale de la province de Corrientes). Inauguré en 1973, et ne comportant pas de section ferroviaire, ce pont paraît aujourd'hui obsolète, surtout qu'il constitue le maillon essentiel de la grande voie reliant le sud du Brésil au Pacifique chilien, c'est-à-dire à la Chine ;
- Tunnel sous-fluvial Raúl Uranga – Carlos Sylvestre Begnis, qui court sous le fleuve entre Santa Fe (capitale de la province de Santa Fe) et Paraná (capitale de celle d'Entre Ríos) ;
- Pont Rosario-Victoria entre Rosario, province de Santa Fe, et Victoria, province d'Entre Ríos ;
- Pont Zárate-Brazo Largo entre la ville de Zárate, province de Buenos Aires et Brazo Largo, dans l'Entre Ríos.

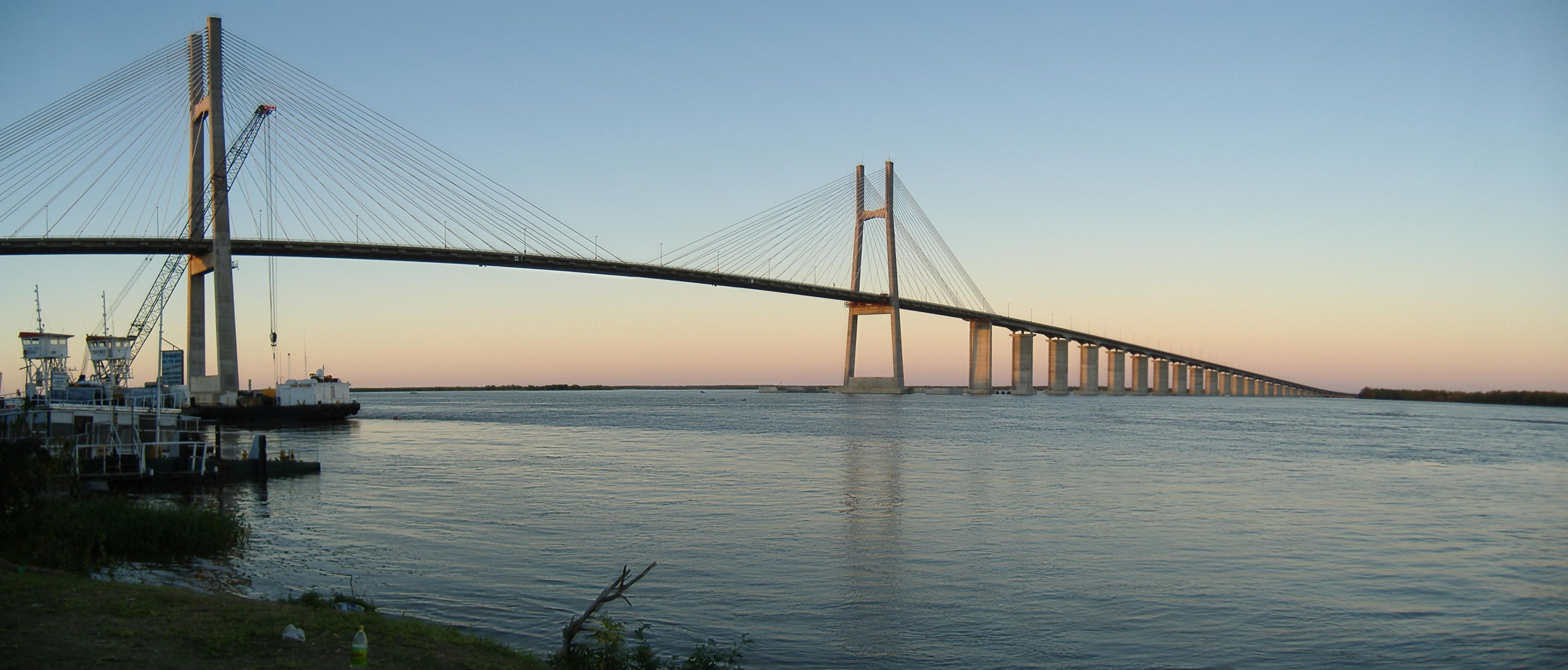
Pont Rosario-Victoria vu depuis la rive ouest, c'est-à-dire depuis Rosario. Son tablier se trouve à 50 mètres au-dessus du fleuve.

De plus, un pont entre Reconquista, en province de Santa Fe et Goya, en province de Corrientes est à l'étude.
Également depuis 1998, dans le cadre de l'IIRSA, des études conjointes sont menées par les gouvernements de l'Uruguay et de l'Argentine pour la construction d'un pont géant (plus de 40 km de long !) entre Buenos Aires et Colonia del Sacramento au-dessus de l'estuaire du río de la Plata (coût estimé en 2004 : 800 millions de US$). Mais ceci semble un projet bien futuriste, et ce n'est pas la crise financière de 2018 qui risque d'en rapprocher l'échéance.
Source